# Giulio Andreotti
Giulio Andreotti (Roma, 14 gennaio 1919 – Roma, 6 maggio 2013) è stato un politico, scrittore e giornalista italiano.
È stato uno dei principali esponenti della Democrazia Cristiana, partito protagonista della vita politica italiana per gran parte della seconda metà del XX secolo.
Ha partecipato a dieci elezioni politiche nazionali: è stato il candidato con il maggior numero di preferenze in Italia in quattro occasioni (nel 1958, nel 1972, nel 1979 e nel 1987) e il secondo nelle altre sei (nel 1948 e nel 1953, dietro Alcide De Gasperi; nel 1963 e nel 1968, dietro Aldo Moro; nel 1976 e nel 1983, dietro Enrico Berlinguer). Infine, nel 1991 è stato nominato senatore a vita dal Presidente della Repubblica Francesco Cossiga. Dal 1945 al 2013 fece sempre parte delle assemblee legislative italiane: dalla Consulta nazionale all'Assemblea costituente, e poi nel Parlamento italiano dal 1948, come deputato fino al 1991 e successivamente come senatore a vita.
Andreotti è stato il politico con il maggior numero di incarichi governativi nella storia della repubblica. Fu infatti: sette volte presidente del Consiglio (per un totale di 2652 giorni, ossia 7 anni, 3 mesi e 7 giorni) e per trentaquattro volte Ministro della Repubblica considerando anche gli incarichi ad interim: otto volte Ministro della difesa; cinque volte Ministro degli affari esteri; tre volte Ministro delle partecipazioni statali (tutte ad interim); quattro volte Ministro del bilancio e della programmazione economica (due volte ad interim nello stesso Governo Andreotti V dal 27/03/1979 al 28/03/1979 e dal 15/07/1979 al 03/08/1979); tre volte Ministro dell'industria, del commercio e dell'artigianato; due volte Ministro delle finanze; due volte Ministro dell'interno, la prima a soli trentacinque anni (è tuttora il più giovane eletto a tale carica nella storia repubblicana), la seconda volta lo fu a interim nel suo 4º governo; due volte Ministro per i beni culturali e ambientali (ad interim); due volte Ministro per gli interventi straordinari nel Mezzogiorno (nei governi Moro IV e Moro V); una volta Ministro del tesoro; una volta Ministro delle politiche comunitarie (ad interim), una volta Ministro per il coordinamento della ricerca scientifica e tecnologica (ad interim nel suo V governo). Nella storia della Repubblica Italiana Andreotti è il secondo Presidente del Consiglio per numero di giorni in carica, superato solo da Silvio Berlusconi.
A cavallo tra XX e XXI secolo fu imputato in un processo per il reato di associazione a delinquere di stampo mafioso. Fu assolto in primo grado dal Tribunale di Palermo con sentenza del 23 ottobre 1999. La Corte d'appello di Palermo, con sentenza del 2 maggio 2003, dichiarò commessi ma prescritti i reati di associazione per delinquere anteriori alla primavera del 1980, mentre fu confermata l'assoluzione per tutti gli avvenimenti successivi dal momento che la corte rilevò che dopo quella data, anche come conseguenza dell'omicidio di Piersanti Mattarella, presidente democristiano della Regione Siciliana, egli mutò atteggiamento portando avanti un "incisivo impegno antimafia condotto nella sede sua propria dell'attività politica". La Cassazione, infine, confermò la sentenza di appello ed Andreotti pagò le spese processuali.
È stato sposato dal 1945 con Livia Danese (1921-2015), da cui ha avuto quattro figli: Marilena (1946), Lamberto (1950), Stefano (1952) e Serena (1954). Nel luglio del 2007 ha donato l'archivio personale (incrementandone poi la dotazione documentaria fino alla scomparsa) all'Istituto Luigi Sturzo.

## Biografia

### Infanzia e studi
Giulio Andreotti è nato a Roma, in via dei Prefetti, 18 da genitori originari di Segni, un comune dei Monti Lepini nella provincia di Roma: suo padre Filippo Alfonso (1888-1921) era un maestro elementare, mentre sua madre Rosa Falasca (1890-1976) era una casalinga. Andreotti era l'ultimo figlio dopo il fratello Francesco (1913-2013) e la sorella Elena (1916-1934). All'età di due anni rimase orfano di padre, morto a causa della febbre spagnola dopo avere partecipato alla Guerra di Libia nel 1921, e nel 1934, quando aveva 15 anni, perse anche Elena, l'unica sorella, a causa di una polmonite all'età di 19 anni dopo essersi iscritta all'Università; in una celebre intervista alla giornalista e scrittrice nonché inviata di guerra Oriana Fallaci, Andreotti asserì:
Dopo avere frequentato le Scuole Elementari, dapprima all'Istituto "Armellini" in Piazza della Maddalena e in seguito all'Istituto "Gianturco" in Via della Palombella, frequentò il ginnasio al "Visconti" e conseguì la licenza liceale al "Liceo Classico Torquato Tasso". La sua formazione culturale si svolge nella parrocchia di Santa Maria in Aquiro ed in seguito anche nella Congregazione Mariana di Sant'Andrea al Quirinale e nella F.U.C.I (Federazione universitaria cattolica italiana). Si iscrisse poi alla facoltà di Giurisprudenza (nonostante la sua velleità fosse l'iscrizione presso la Facoltà Universitaria di Medicina) per ragioni da lui così illustrate:
Giulio Andreotti iniziò a soffrire sin dal periodo adolescenziale di fortissimi mal di testa ed emicranie, mentre la sua costituzione fisica particolarmente gracile giustificò delle infauste previsioni che Andreotti ricorda così sempre nell'intervista ad Oriana Fallaci:
Andreotti raccontò della funesta previsione preconizzata dal medico militare Ricci ad Oriana Fallaci:
Dopo essersi diplomato al Liceo Classico Torquato Tasso, Andreotti si laureò in Giurisprudenza con il massimo dei voti (110/110) presso l'Università degli Studi di Roma "La Sapienza" il 10 novembre del 1941 con una tesi di diritto canonico "Il fine delle pene ecclesiastiche e la personalità del delinquente nel diritto della chiesa: un approfondimento sugli influssi delle tendenze penali positiviste nella disciplina ecclesiastica". Il relatore della sua tesi di laurea fu il professore Pio Ciprotti.

### Inizio della carriera politica
Intraprese la carriera politica già nel corso degli studi universitari, durante i quali entrò a fare parte della Federazione Universitaria Cattolica Italiana, ma fu determinante l’incontro di Andreotti con De Gasperi.
I due si conobbero casualmente nella Biblioteca vaticana dove De Gasperi aveva un modesto impiego concessogli dal Vaticano per consentirgli di sfuggire alla miseria cui lo aveva condannato il regime fascista e fra i due si sviluppò un intenso rapporto nonostante le profonde differenze caratteriali.
Riguardo al primo incontro con l’impiegato della biblioteca, Andreotti ha poi spiegato: «Io non sapevo chi fosse quel signore. Lui sapeva invece che dirigevo il giornale degli universitari cattolici». Infatti nella FUCI Andreotti era giunto, nel luglio del 1939, a ricoprire l'incarico di direttore di "Azione Fucina" (la rivista degli universitari cattolici), proprio mentre Aldo Moro assumeva la presidenza dell'associazione. La FUCI non si sottrasse al clima nazionalistico, ma nel corso del conflitto cercò un proprio modello di partecipazione alla guerra rifiutando i miti della violenza rigenerativa e della guerra rivoluzionaria e insistendo sulla carità cristiana e il sacrificio, tanto che alcuni numeri del giornale furono sequestrati.
Quando nel 1942 Moro fu chiamato alle armi Andreotti gli succedette nell'incarico di presidente, incarico che mantenne sino al 1944:
Nel luglio del 1943 prese parte ai lavori che portarono alla redazione del Codice di Camaldoli. Durante la guerra scrisse per la "Rivista del Lavoro", pubblicazione di propaganda fascista. Partecipò anche alla redazione clandestina de Il Popolo. Il 30 luglio 1944, al Congresso di Napoli, fu eletto nel primo Consiglio nazionale della Democrazia Cristiana e il 19 agosto divenne responsabile dei gruppi giovanili del partito; in tale carica venne confermato dal Congresso nazionale del Movimento giovanile DC di Assisi del gennaio 1947.

### Elezione all'Assemblea costituente e prime responsabilità di governo

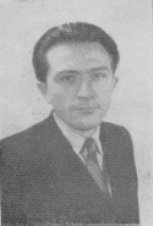
Andreotti nel 1946

Fu De Gasperi ad introdurlo nella scena politica nazionale, designandolo quale componente della Consulta nazionale nel 1945 e successivamente favorendone la candidatura alle elezioni del 1946 all'Assemblea Costituente.
All'inizio degli anni quaranta monsignor Giovanni Battista Montini (futuro papa Paolo VI), già assistente ecclesiastico della Fuci e sostituto della segreteria di Stato, aveva notato il giovane Andreotti e fu lui nel maggio del 1947 a esortare De Gasperi perché lo nominasse sottosegretario alla Presidenza del Consiglio, «lasciando di stucco un'intera schiera di vecchi popolari che affollavano l'anticamera politica della nuova Italia».

#### Sottosegretario nei Governi De Gasperi

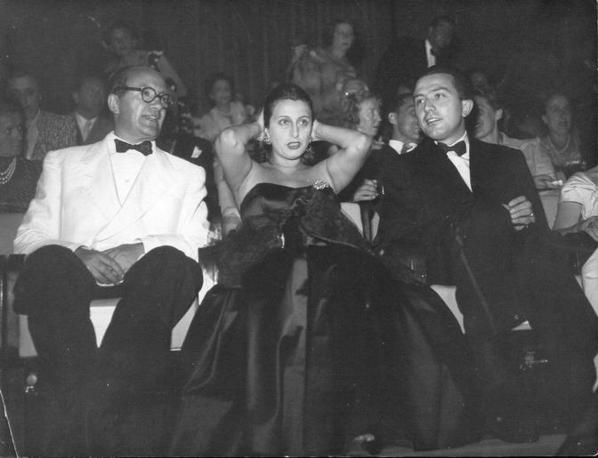
Anna Magnani con Giulio Andreotti nel 1947, in occasione della Mostra internazionale d'arte cinematografica di Venezia

Andreotti divenne così parte del quarto governo De Gasperi, venendo poi eletto nel 1948 alla Camera dei deputati per la circoscrizione di Roma-Latina-Viterbo-Frosinone, in quella che sarebbe stata la sua roccaforte elettorale fino agli anni novanta. Nel 1952, in vista delle elezioni amministrative del comune di Roma, Andreotti diede prova delle sue capacità diplomatiche e della credibilità conseguita agli occhi del Papa negli anni della presidenza della Fuci scrivendo a Pio XII un appunto che finalmente lo persuase – dopo che non vi erano riusciti né Montini né De Gasperi – a rinunciare all'"operazione Sturzo" (cioè all'idea di un'alleanza elettorale che coinvolgesse anche i neofascisti).
Durante gli anni del sottosegretariato alla presidenza del consiglio, Andreotti si occupò della produzione cinematografica italiana. La legge Andreotti del 1949 prevedeva la difesa del cinema italiano dalla saturazione del mercato americano imponendo una tassa sul doppiaggio; inoltre, le sceneggiature delle produzioni italiane dovevano essere sottoposte all'approvazione governativa per aggiudicarsi finanziamenti pubblici. Tra il 1947 e il 1950, Andreotti si avvalse della collaborazione del frate domenicano Felix Morlion per fondare un neorealismo cattolico. Questo doveva combattere il pericolo neorealista, colpevole di dare una rappresentazione negativa dell'Italia all'estero. Questo tentativo risultò nella presentazione di due film di Roberto Rossellini alla 11ª Mostra internazionale d'arte cinematografica di Venezia, Francesco, giullare di Dio e Stromboli (Terra di Dio).
Andreotti mantenne la carica di sottosegretario alla Presidenza in tutti i governi De Gasperi e poi nel successivo governo Pella, fino al gennaio 1954. Ad Andreotti furono affidate numerose e ampie deleghe (fra le altre, quelle per lo spettacolo, lo sport, la riforma della pubblica amministrazione, l'epurazione). A lui si devono in particolare la rinascita del CONI che si pensava di sciogliere o liquidare dopo la caduta del regime fascista, l'autonomia finanziaria dello sport attraverso il collegamento con il Totocalcio e la rinascita dell'industria cinematografica nazionale e il rilancio degli stabilimenti di Cinecittà devastati nell'immediato dopoguerra (Legge n. 958 del 29 dicembre 1949) fornendo inoltre prestiti alle imprese di produzione italiane e adottando misure per prevenire il dominio del mercato da parte delle produzioni americane.
È del 1953, fra l'altro, il cosiddetto "veto Andreotti" contro il blocco dell'importazione di calciatori stranieri. Le benemerenze acquisite da Andreotti in questi anni nei confronti dello sport italiano gli vennero riconosciute il 30 novembre 1958 con la nomina all'unanimità, da parte del Consiglio nazionale del Coni, a presidente del Comitato organizzatore delle Olimpiadi di Roma 1960. Molti anni dopo, nel 1990, Andreotti venne inoltre insignito del prestigioso Collare all'Ordine olimpico, la massima onorificenza del Comitato Olimpico Internazionale. Seguirono altri innumerevoli incarichi, tanto che Andreotti fu presente in quasi tutti i governi della Prima Repubblica.
Nel periodo 1947-54 fu inoltre il responsabile politico dell'Ufficio per le zone di confine (UZC), che tramite ingenti fondi riservati finanziava partiti, giornali ed enti di vario tipo per difendere l'italianità in delicate zone di frontiera come Friuli Venezia Giulia, Trentino-Alto Adige e Valle d'Aosta. L'UZC svolgeva poi una serie di altre attività di natura amministrativa e burocratica relative al rapporto con le minoranze linguistiche e all'attuazione dell'autonomia (escludendo il Friuli Venezia Giulia). Perciò ebbe un ruolo preminente come raccordo tra Roma e la classe dirigente locale.

### Anni cinquanta e sessanta

#### Ministro delle Finanze
Nel 1954 fu per la prima volta ministro, entrando a fare parte del breve primo governo Fanfani come Ministro dell'interno. Successivamente divenne Ministro delle Finanze nei governi Segni I e Zoli.
Nel novembre 1958 Andreotti fu nominato presidente del comitato organizzatore delle Olimpiadi del 1960 che si sarebbero tenute a Roma.
Nell'agosto del 1958 rimase coinvolto per «mancata vigilanza» nel Caso Giuffrè sulla base di un "memoriale", poi rivelatosi falso. Dall'accusa venne completamente scagionato da una commissione di inchiesta parlamentare. Viene invece censurato da una Commissione di inchiesta parlamentare del 1961-1962 su alcune irregolarità nei lavori dell'aeroporto di Fiumicino.

#### Nascita della "corrente andreottiana"
Quasi parallelamente all'affermarsi della segreteria nazionale di Amintore Fanfani, la corrente andreottiana nacque in quegli anni, ereditando nella capitale i quadri della destra clericale che nel 1952 si erano coalizzati – con la benedizione del Vaticano – dietro il tentativo di espugnare il Campidoglio con la lista civica guidata da Luigi Sturzo. Essa esordì con la campagna di stampa che implicò Piero Piccioni (figlio del vicesegretario nazionale Attilio Piccioni) nella vicenda del caso Montesi.
Eliminata così la vecchia guardia degasperiana dalla guida del partito, gli andreottiani aiutarono la neonata corrente dei dorotei a conseguire la maggioranza necessaria per scalzare Fanfani dalla Presidenza del consiglio e dalla segreteria della Democrazia cristiana. Si trattava di «una sorta di curva Sud del partito [...] anche se marginale all'interno della DC», che Franco Evangelisti battezzò «corrente Primavera».

#### Ministro della Difesa

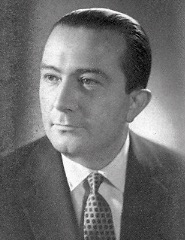
Giulio Andreotti nel 1963

Nei primi anni sessanta in qualità di Ministro della difesa, si batté per l'aumento della spesa pubblica italiana e promosse una politica "forte" a livello internazionale, imponendosi per l'installazione di missili Jupiter nel 1959 nel contesto del riarmo atlantico. In questo periodo esplose lo scandalo dei fascicoli SIFAR e del Piano Solo, un presunto progetto di golpe neofascista, promosso, secondo il settimanale L'Espresso, dal generale missino Giovanni De Lorenzo.
L'incarico ministeriale rivestito da Andreotti fu onerato, da una successiva legge, della responsabilità della distruzione dei fascicoli, con cui il Sifar aveva schedato importanti politici italiani, di cui aveva composto dei ritratti poco favorevoli. Gli si addebitò perciò una responsabilità quanto meno oggettiva nel fatto che – come è stato accertato – quei fascicoli fossero stati prima fotocopiati e poi passati alla P2 di Licio Gelli, che aveva portato quei materiali all'estero, a dispetto del fatto che la commissione parlamentare di inchiesta avesse deciso di fare bruciare a Fiumicino, nell'inceneritore, i fascicoli abusivi.
Quasi a rimarcare la differente cifra della sua condotta, Francesco Cossiga, che nella veste di sottosegretario alla Difesa procedette parallelamente all'espunzione con omissis del rapporto della commissione ministeriale di inchiesta del generale Manes sul Piano Solo, ha sempre pubblicamente vantato il suo intervento censorio, dichiarando di averlo svolto nella piena legalità. Nel dicembre del 1968 venne nominato capogruppo della Dc alla Camera, incarico che mantenne per tutta la legislatura fino al 1972.

### Anni settanta

#### Presidente del Consiglio

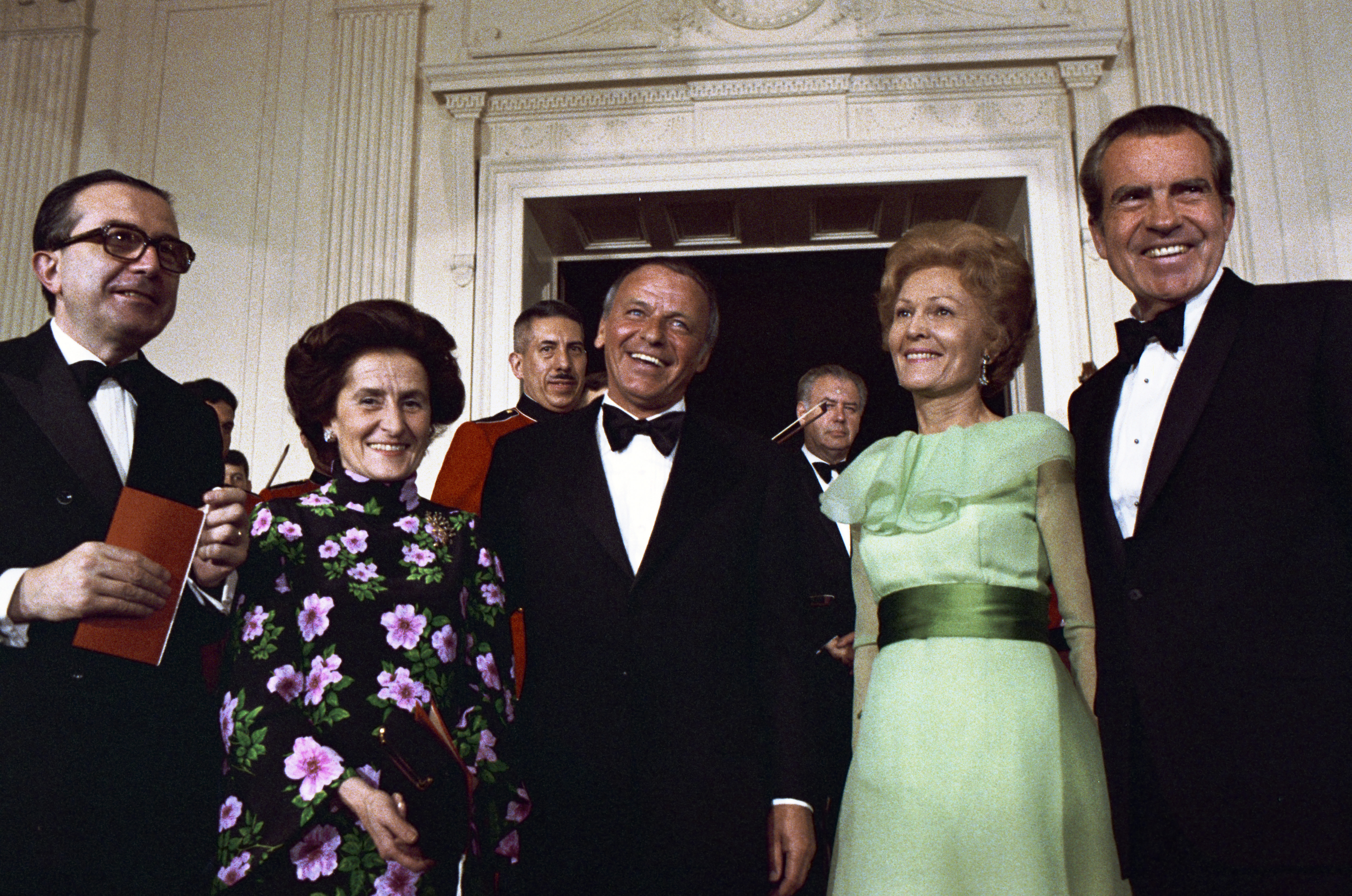
In visita alla Casa Bianca nel 1973 insieme a Frank Sinatra, al presidente Richard Nixon e le consorti.

Nel 1972 Giulio Andreotti divenne per la prima volta Presidente del Consiglio, incarico che mantenne, alla guida di due esecutivi di centro-destra, fino al 1973.
Il primo governo non ottenne la fiducia e fu costretto a dimettersi dopo nove giorni. Tale governo è stato dunque finora quello con il più breve periodo di pienezza dei poteri nella storia della Repubblica Italiana ed il terzo a vedersi rifiutato il voto di fiducia dal parlamento, fatto che provocò le prime elezioni anticipate della Repubblica. L'esecutivo, tuttavia, rimase in carica dal 18 febbraio al 26 giugno 1972, per un totale di 128 giorni, ovvero 4 mesi e 8 giorni.
Dopo le elezioni del 1972, che videro la Democrazia Cristiana rimanere più o meno stabile, si formò il secondo governo Andreotti che fu il primo esecutivo dal 1957 a vedere l'organica partecipazione di ministri e sottosegretari liberali, rappresentò un tentativo di resurrezione del centrismo di degasperiana memoria, e fu anche noto come "governo Andreotti-Malagodi". L'esecutivo cadde per il ritiro dell'appoggio esterno dei repubblicani al governo sulla materia della riforma televisiva: casus belli delle problematiche delle televisioni locali fu la vicenda di Telebiella. La battuta usata dalle opposizioni fu "Andreotti inciampò nel cavo di Telebiella e cadde".

#### Dopo la fine dei primi due governi Andreotti
Andreotti continuò a ricoprire incarichi di primo piano nei successivi esecutivi. Nel ruolo di Ministro della difesa, rilasciò una famosa intervista a Massimo Caprara con cui rivelava le coperture istituzionali dell'indagato per la strage di piazza Fontana, Guido Giannettini (Andreotti fu prosciolto, nel 1982, dall'accusa di favoreggiamento nei confronti di Giannettini).
Fra il 1974 e il 1976 ricoprì il ruolo di Ministro del bilancio e della programmazione economica nei governi Moro IV e Moro V.

#### Compromesso storico

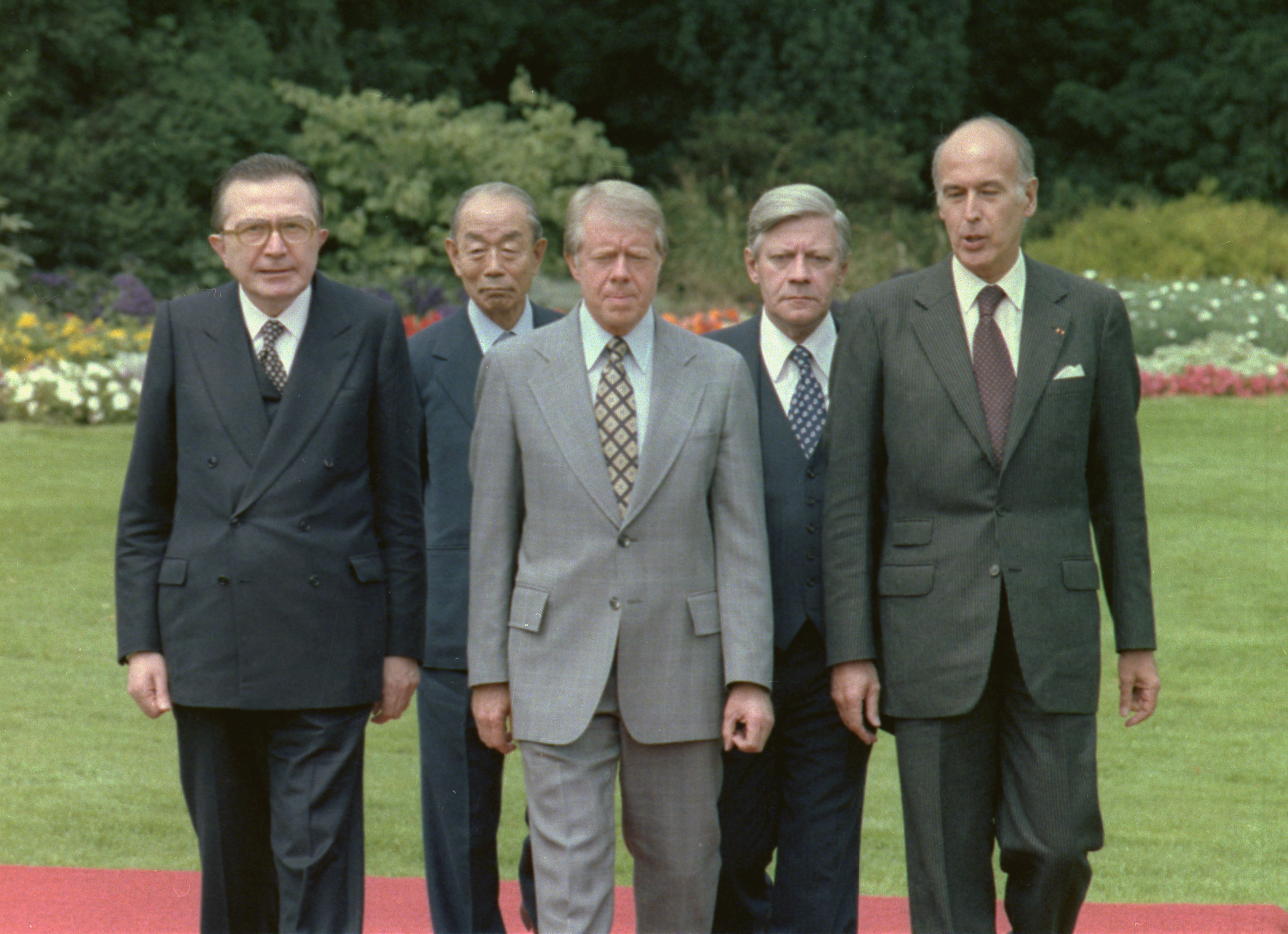
Da sinistra Andreotti con Takeo Fukuda, Jimmy Carter, Helmut Schmidt e Valéry Giscard d'Estaing al summit meeting del G7 a Bonn nel 1978.

Nel 1976 il governo, presieduto da Aldo Moro, perse la fiducia dei socialisti in Parlamento e il Paese si avviò alle elezioni anticipate, che videro un forte aumento del Partito Comunista Italiano, guidato da Enrico Berlinguer. La Democrazia Cristiana riuscì, anche se solo per pochi voti, a restare il partito di maggioranza relativa. Forte del buon risultato elettorale, Berlinguer propose, appoggiato anche da Aldo Moro e Amintore Fanfani, di dare concretezza al compromesso storico, ovvero alla formazione di un governo di coalizione fra PCI e DC, per superare la difficile situazione dell'Italia dell'epoca, colpita dalla crisi economica e dal terrorismo.

#### «Governo della non sfiducia»

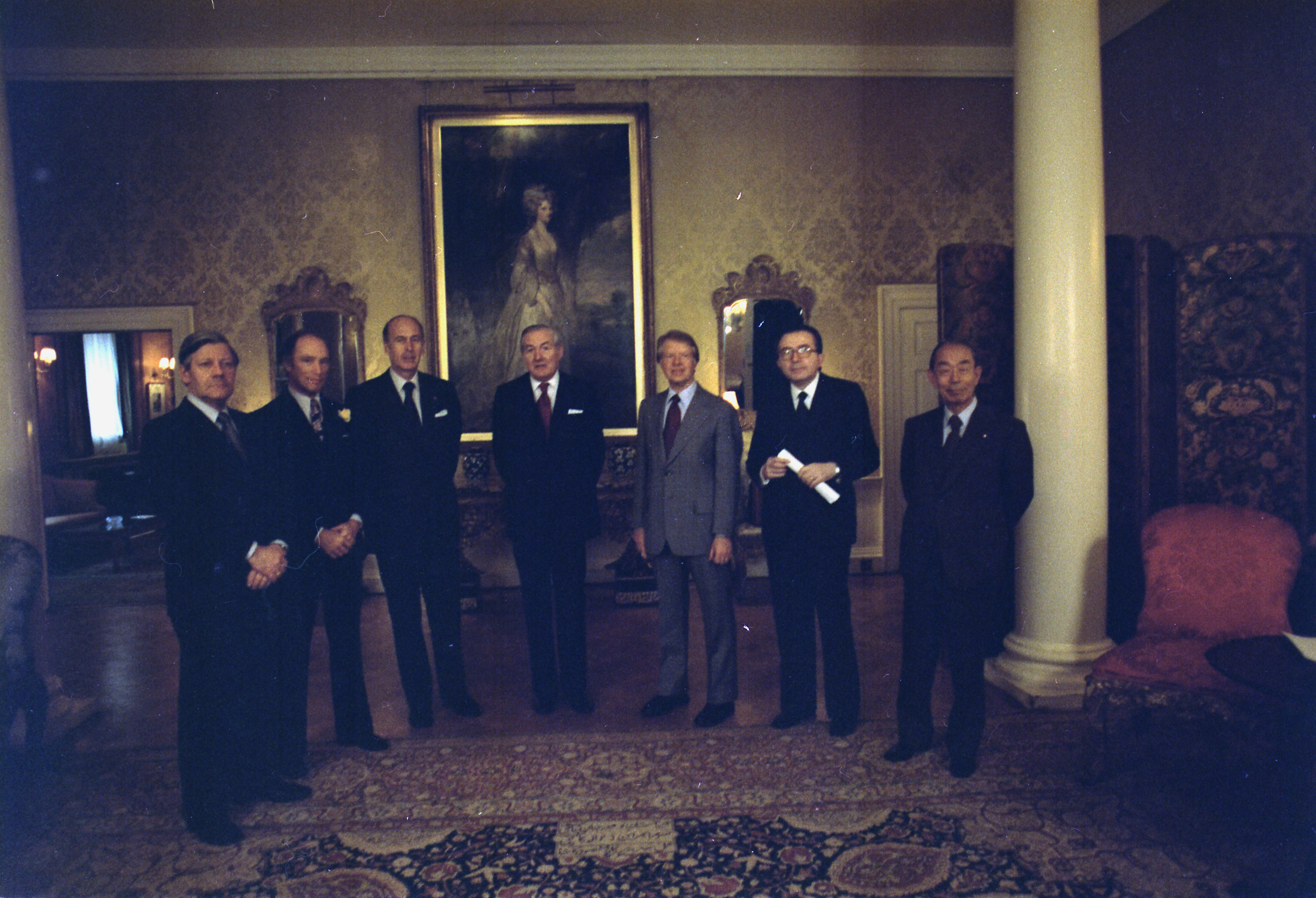
Helmut Schmidt, Pierre Trudeau, Valéry Giscard d'Estaing, James Callaghan, Jimmy Carter, Giulio Andreotti e Takeo Fukuda al summit del G7 nel 1977 a Londra.

Fu proprio Andreotti a essere prescelto per guidare il primo esperimento in questa direzione: egli varò nel luglio del 1976 il suo terzo governo, detto della «non sfiducia» perché, pur essendo un monocolore, si reggeva grazie all'astensione dei partiti dell'arco costituzionale (tutti tranne il MSI-DN).
L'azione legislativa di questo inedito esperimento si concretizzò in diverse riforme come la legge sul diritto di uso fondiario (che introdusse severi vincoli di costruzione oltre che nuovi criteri per gli espropri dei terreni e nuove procedure di pianificazione delle costruzioni), la legge per il controllo da parte dello stato sugli affitti e le condizioni di locazione, l'aggiornamento ad hoc delle prestazioni in denaro nel settore agricolo e l'estensione del collegamento della pensione con il salario industriale a tutti gli altri sistemi pensionistici non gestiti dall'INPS.
Questo Governo cadde però nel gennaio del 1978.

#### Solidarietà nazionale

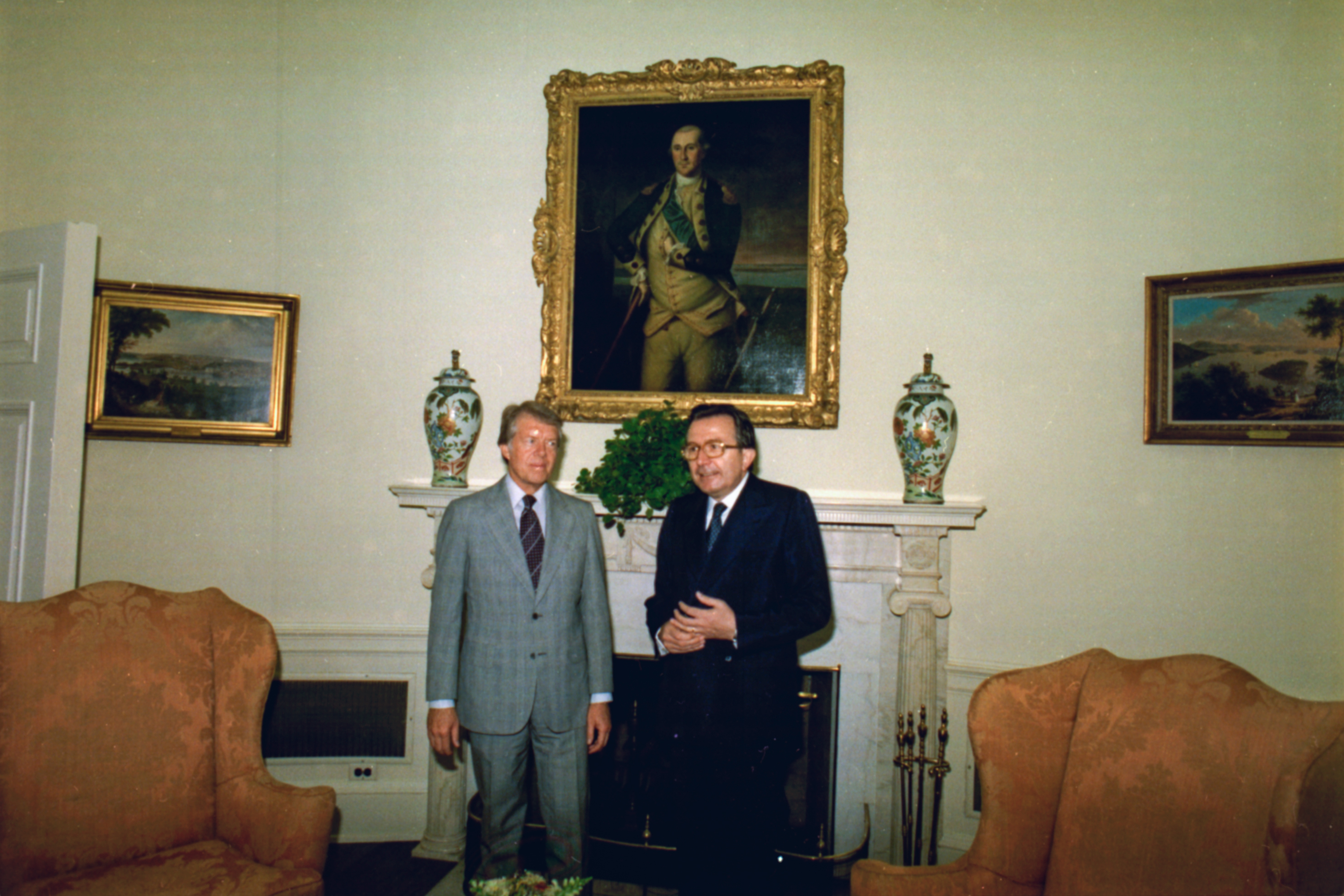
Andreotti e il presidente statunitense Jimmy Carter.

A marzo la crisi fu superata grazie alla mediazione di Aldo Moro, che promosse un nuovo esecutivo, sempre un monocolore democristiano ma sostenuto dal voto favorevole di tutti i partiti compreso il PCI (votarono contro solo MSI, PLI e SVP). Il nuovo governo fu nuovamente affidato ad Andreotti e ottenne la fiducia in Parlamento, il 16 marzo, lo stesso giorno del sequestro di Moro.
La drammatica situazione fece nascere la cosiddetta solidarietà nazionale, in nome della quale il PCI accettò di votare comunque la fiducia malgrado Andreotti avesse rifiutato tutte le richieste della sinistra (riduzione del numero dei Ministri, inclusione di alcuni indipendenti, esclusione di ministri quali Antonio Bisaglia e Carlo Donat-Cattin, apertamente contrari alla politica di solidarietà nazionale). In qualità di Presidente del Consiglio, Andreotti decise di portare avanti la linea della fermezza, rifiutando ogni trattativa che avrebbe significato il riconoscimento delle BR da parte dello Stato (come sua controparte) dopo l'uccisione della scorta del presidente democristiano. A sostegno della linea dura del Governo si schierarono Enrico Berlinguer e Ugo La Malfa, ossia i due uomini che avrebbero avuto il maggiore interesse alla sopravvivenza di Moro, in quanto interprete e garante della politica di solidarietà nazionale, mentre fu criticata dalla famiglia dell'ostaggio.

Romano Prodi (a sinistra), Sandro Pertini (al centro) e Giulio Andreotti (a destra) nel 1978.

Nel suo memoriale, scritto mentre era prigioniero, Moro riserva giudizi durissimi su Andreotti. Dopo l'omicidio di Moro, nel maggio del 1978, l'esperienza della solidarietà nazionale proseguì, portando all'approvazione di importanti leggi come il piano decennale per l'edilizia residenziale (legge n. 457 del 5 agosto 1978), la legge Basaglia riguardante i manicomi e la riforma sanitaria che istituiva il servizio sanitario nazionale (legge n. 833 del 23 dicembre 1978). A livello europeo Andreotti stimolò la nascita del Fondo europeo di sviluppo regionale.
La richiesta dei comunisti, per una partecipazione più diretta alle attività di governo, fu respinta dalla DC: di conseguenza Andreotti si dimise nel giugno del 1979. In quel periodo teorizzò la «strategia dei due forni», secondo cui il partito di maggioranza relativa avrebbe dovuto rivolgersi alternativamente a PCI e PSI, a seconda di chi dei due «facesse il prezzo del pane più basso».

Giulio Andreotti con Bettino Craxi

Sta di fatto che ciò produsse per lungo tempo un pessimo rapporto con Bettino Craxi: esso si era degradato quando Andreotti aveva fissato le elezioni anticipate del 1979 a una settimana dalle europee di quell'anno (disattendendo la richiesta del PSI, che riteneva di avere maggiori chance di trascinamento con la coincidenza tra le due date), ed era crollato definitivamente quando la vicenda di finanziamento illecito di correnti anticraxiane del PSI – che era dietro lo scandalo ENI-Petromin – fu (a torto o a ragione) ricondotta da Craxi ad ambienti andreottiani. Ne scaturì il veto a incarichi di Governo per tutta la successiva legislatura (quando Craxi disse che «la vecchia volpe è finita in pellicceria»): si trattò dell'unico quadriennio della Prima Repubblica (oltre al periodo 1968-1971) in cui Andreotti non rivestì alcun incarico di Governo.

### Anni ottanta e novanta

#### Ministro degli affari esteri

Giulio Andreotti nel 1984 mentre era ministro degli esteri, con Silvio Berlusconi

Nel 1983 Andreotti assunse la carica di Ministro degli affari esteri nel primo governo Craxi, incarico che mantenne nei successivi governi fino al 1989. Forte della sua pluridecennale esperienza di uomo politico, Andreotti favorì il dialogo fra USA e URSS, che in quegli anni si stava aprendo.
All'interno del governo, si rese protagonista di diversi scontri con Craxi - prevalentemente surrettizi, come quando sussurrò a un giornalista di essere stato « [...] in Cina con Craxi e i suoi cari...»; l'antagonismo fu anche oggetto di satira e di moti di spirito della più variegata origine. Ma nella gestione filoaraba della politica estera fu oggettivamente in consonanza con Craxi, schierandosi con lui - durante la crisi di Sigonella - nella decisione di sottrarre alla giustizia americana i terroristi che avevano dirottato la nave Achille Lauro, assassinando un passeggero paralitico.

#### Ultimi governi Andreotti

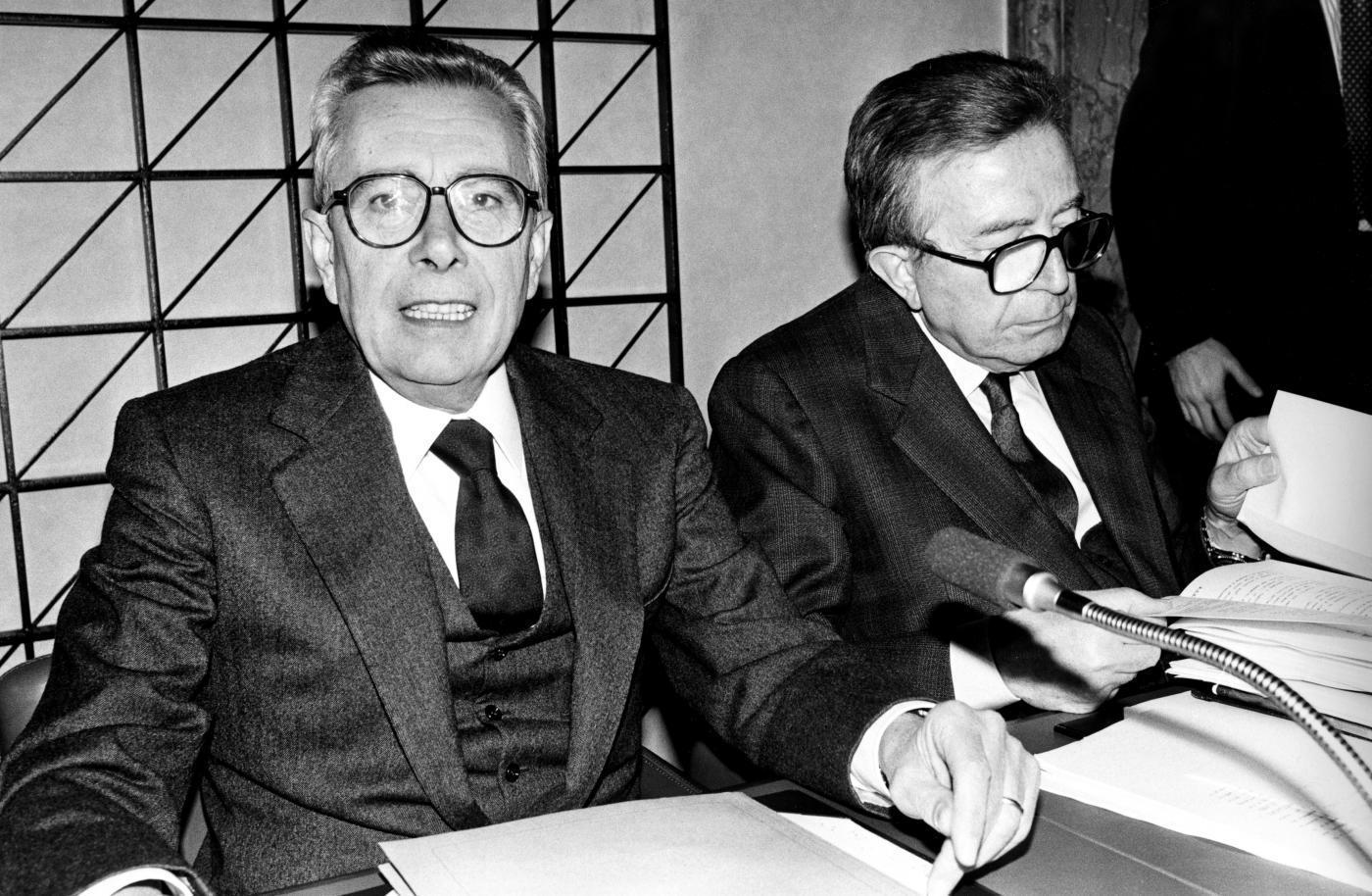
Giulio Andreotti con Arnaldo Forlani

Anche grazie a questi sviluppi, svolse successivamente un ruolo di tramite fra Craxi e la Democrazia Cristiana, i cui rapporti erano tutt'altro che idilliaci. Gli scontri fra il carismatico leader socialista e il segretario democristiano Ciriaco De Mita erano all'ordine del giorno, tanto che i giornali parlarono dell'esistenza del triangolo CAF (Craxi-Andreotti-Forlani): quando tale intesa sottrasse a De Mita la guida del governo, nel 1989, fu chiamato nuovamente alla presidenza del Consiglio, incarico che resse fino al 1992.
Si trattò di un governo dal decorso turbolento: la scelta di restare alla guida del governo, nonostante l'abbandono dei ministri della sinistra democristiana - dopo l'approvazione della norma sugli spot televisivi (favorevole alle emittenze private di Silvio Berlusconi, reso "oligopolista" dalla legge Mammì) - non impedì il riemergere di antichi sospetti e rancori con Craxi (che alluse ad Andreotti quando disse che dietro il ritrovamento delle lettere di Moro in via Montenevoso vedeva una "manina", guadagnandosi la sua piccata replica che forse c'era stata una "manona"); la scoperta di Gladio e le "picconate" del presidente Francesco Cossiga lo videro destinatario di pressioni istituzionali fortissime, cui replicò con la consueta levità di spirito dichiarando che era « [...] meglio tirare a campare che tirare le cuoia».

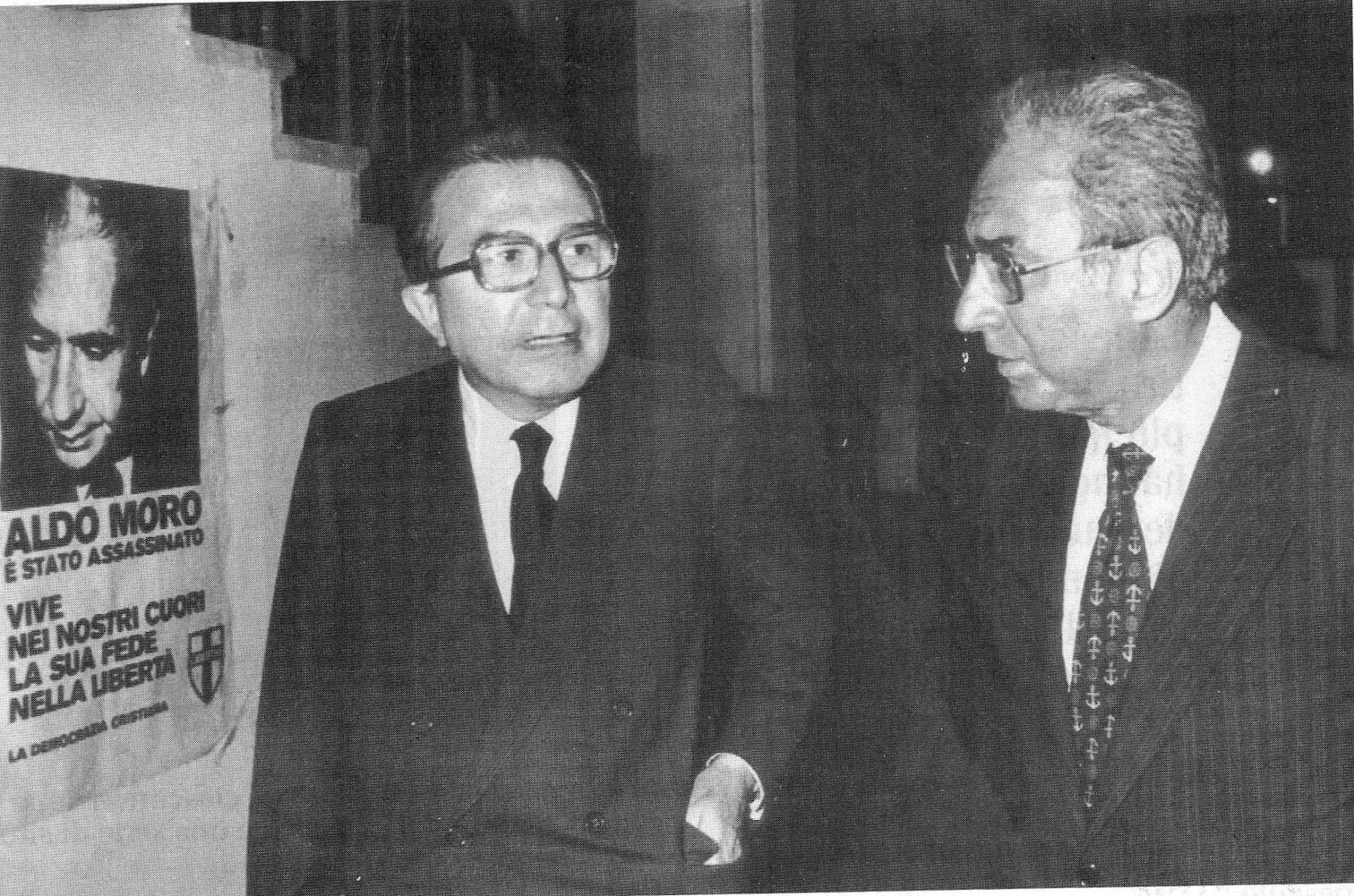
Andreotti con Francesco Cossiga

Nel 1992, finita la legislatura, Andreotti rassegnò le sue dimissioni, non mancando di chiosare che facendo le valigie aveva trovato nei suoi cassetti alcune lettere del presidente della Repubblica ancora chiuse. Eppure a quel Presidente dovette la sua sopravvivenza politica nella sua quarta età: l'anno prima era stato nominato senatore a vita proprio da Cossiga.
Priva di radicamento territoriale al di fuori del Lazio (dove si valeva di proconsoli territoriali come Franco Evangelisti prima e Vittorio Sbardella poi, oltre che di "specialisti" nelle varie istituzioni come il magistrato di Cassazione Claudio Vitalone e il cardinale di Curia Fiorenzo Angelini), la corrente andreottiana si alleava periodicamente con correnti espresse da altre realtà territoriali: da ultimo, negli anni ottanta, furono organici all'andreottismo, tra le tante, le correnti napoletane di Enzo Scotti e Paolo Cirino Pomicino, quella bresciana di Giovanni Prandini, quella milanese di Luigi Baruffi, quella emiliano-romagnola di Nino Cristofori, quella Toscana di Tommaso Bisagno, quella piemontese di Silvio Lega, quella calabrese di Camelo Pujia, quella palermitana di Salvo Lima e quella catanese di Nino Drago; al di là delle espressioni geografiche, un lungo tratto di cammino insieme compirono anche le frange politiche di Comunione e Liberazione, pur mantenendo un ampio margine di autonomia.
Dopo la nomina a Senatore a vita, nel Lazio la corrente fu sottoposta a forti tensioni per capire su chi dovessero convergere le forze. Lo scontro fu particolarmente aspro e portò Vittorio Sbardella a uscire dal Gruppo. Alle prime elezioni politiche successive alla nomina come senatore a vita, quelle del 1992, lo stesso Sbardella ottenne un lusinghiero risultato, arrivando secondo a un'incollatura da Franco Marini. In Regione sedeva dal 1990 il nipote di Andreotti (per parte di moglie) Luca Danese.

#### Senatore a vita

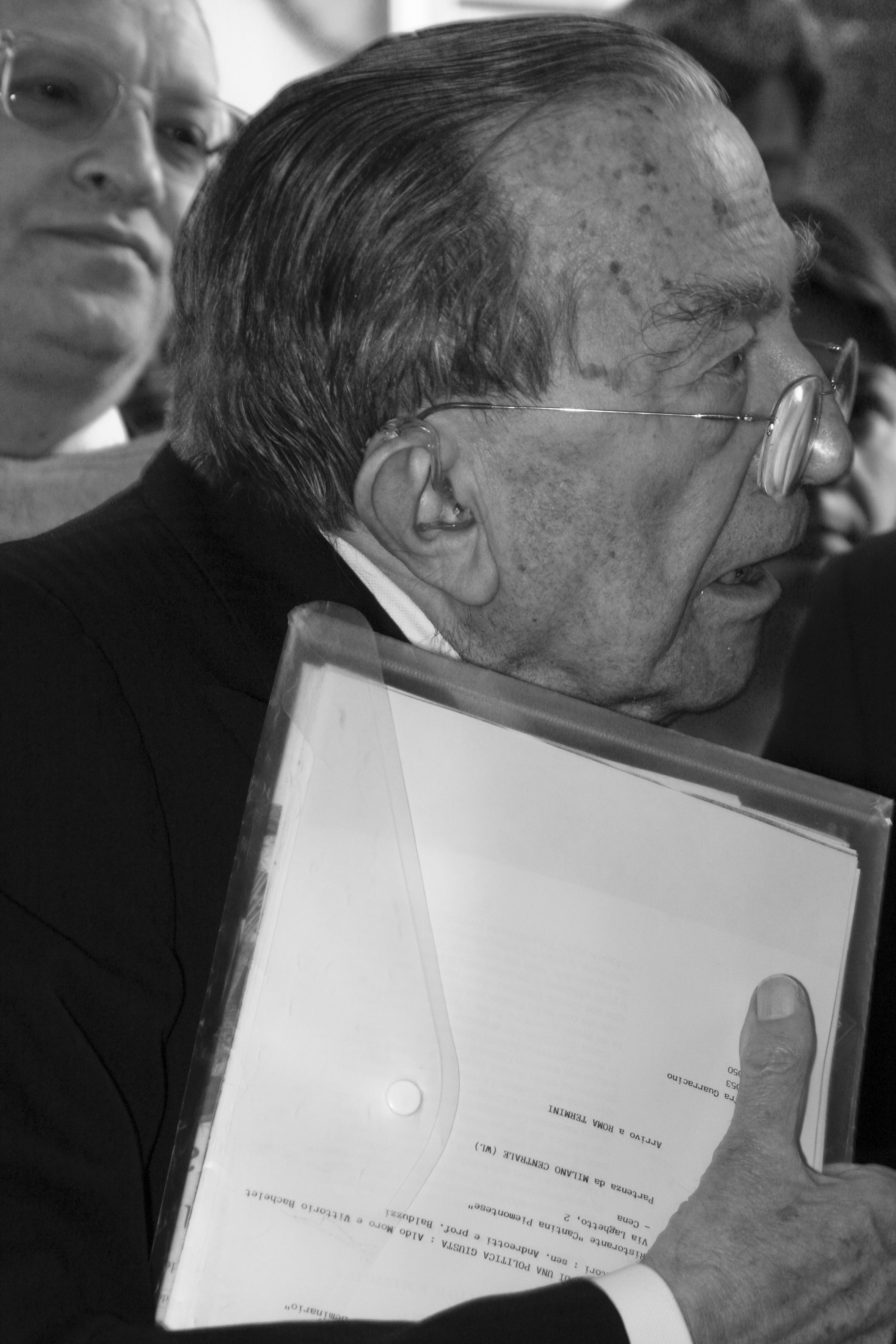
Il senatore a vita Giulio Andreotti

In quello stesso anno, il 1992, Andreotti era considerato uno dei candidati più papabili per la carica di presidente della Repubblica, ma la sua corrente non si espose mai con una candidatura esplicita che portasse alla conta dei voti, preferendo l'esercizio di un'estenuante interdizione che tenne sulla corda gli altri candidati del CAF (fino a "bruciare", in due memorabili scrutini di metà maggio, la candidatura di Arnaldo Forlani, che non riuscì a raggiungere il quorum per meno di trenta voti). Quella di Andreotti, che era studiata come una candidatura da fare emergere dopo l'affossamento delle altre, divenne però a sua volta del tutto impraticabile dopo l'assassinio del giudice Giovanni Falcone a Palermo; ciò, secondo alcuni politologi, fu giudicato in Parlamento un evento di scarsa presentabilità pubblica in una situazione di emergenza nazionale nella lotta alla mafia.
Così si passò a considerare altri nomi più "istituzionali": prima il presidente del Senato Giovanni Spadolini e poi, con successo, quello della Camera Oscar Luigi Scalfaro, sostenuto anche dalla sinistra. Il 27 marzo 1993 ricevette un avviso di garanzia dalla Procura di Palermo con l'accusa di avere favorito la mafia, tramite la mediazione del suo rappresentante in Sicilia, Salvo Lima. Il Senato, dietro sua sollecitazione, concesse l'autorizzazione a procedere; il processo si concluse definitivamente con la sentenza della Corte di cassazione nel 2004 che assolse il Senatore a Vita per i fatti successivi al 1980, mentre per i fatti precedenti fu pronunciato il non luogo a procedere per prescrizione. In modo particolare la Cassazione riconobbe che gli ultimi due Governi presieduti da Andreotti avevano intrapreso una dura lotta nei confronti di Cosa Nostra; per esempio nel 1989 il VI Governo Andreotti legiferò un decreto-legge con il quale venivano reclutati all'ergastolo i mafiosi che erano usciti dal carcere a causa della scadenza dei termini (tale decreto-legge antimafia fortemente voluto da Andreotti fu osteggiato dal Partito Comunista Italiano ed in particolare da Luciano Violante, che lo considerava incostituzionale).
Lo stesso anno, dopo le rivelazioni di alcuni pentiti, venne indagato come mandante dell'omicidio Pecorelli dalla Procura di Perugia. Fu assolto definitivamente con formula piena per non avere commesso il fatto dalla Corte di cassazione dieci anni dopo, il 30 ottobre del 2003. Sebbene la seconda metà degli anni '90 fu contraddistinta dai due processi che lo coinvolsero, Andreotti procedette con la sua attività politica in qualità di senatore a vita. Dall'ottobre del 1993, Giulio Andreotti divenne direttore del mensile internazionale 30 giorni nella Chiesa e nel Mondo, in vendita solo nelle edicole intorno al Vaticano e nelle librerie Paoline, ma a cui è possibile abbonarsi. Allo scioglimento della Democrazia Cristiana, nel 1994, aderì al Partito Popolare Italiano di Mino Martinazzoli, partito che lasciò nel 2001, in seguito alla nascita della Margherita.

### Anni 2000 e 2010
Nel febbraio del 2001 diede vita, insieme a Ortensio Zecchino e Sergio D'Antoni, al partito di ispirazione cristiana denominato Democrazia Europea, che ottenne un risultato modesto alle elezioni e confluì nell'UDC nel 2002.

#### Candidato alla Presidenza del Senato
Il senatore a vita, sulla proposta del centro-destra di candidarsi alla guida di palazzo Madama, aveva dichiarato: «Deciderò sul momento» se accordare o meno la fiducia all'eventuale governo Prodi II. Sull'ipotesi di una sua elezione alla Presidenza del Senato, in un'intervista al quotidiano La Stampa del 22 aprile 2006, si rese disponibile purché «... in un'ottica di conciliazione». L'elezione di Andreotti, secondo alcune fonti, avrebbe dovuto ottenere i consensi di un'ampia parte dei moderati del centro-sinistra, fra La Margherita e l'Udeur di Mastella, mettendo in crisi la scelta, data ormai per certa, del diellino Franco Marini.
L'elezione nei primi scrutini non diede luogo a una proclamazione del vincitore Marini, per alcuni voti annullati dalla Presidenza in quanto riconoscibili. Ma l'elezione, tenutasi il 29 aprile, al terzo scrutinio, portò alla presidenza del Senato Franco Marini, con 165 voti (quelli della maggioranza più quelli di alcuni senatori a vita e, verosimilmente, alcuni provenienti dai gruppi di minoranza della CdL), contro le 156 preferenze raccolte dall'ex-presidente del consiglio tra le file del centro-destra e dal senatore a vita Francesco Cossiga.
Andreotti - che aveva commentato con la consueta arguzia la vicenda dei voti annullati - fu il primo a riconoscere che la coalizione di centrosinistra - proprio con il voto sul Presidente del Senato - aveva dimostrato di essere in grado di avere una maggioranza dei voti per esprimere un governo.
Le elezioni politiche del 2006, che videro una vittoria di misura dell'Unione di Romano Prodi, con al Senato un leggero vantaggio di seggi tra lo schieramento vincente e la Casa delle Libertà, fecero discutere sui futuri assetti istituzionali e sulla necessità di ricompattare un'Italia sostanzialmente divisa in due. Perciò, da alcuni settori del centro-destra era giunta la proposta di assegnare la Presidenza del Senato al senatore a vita Andreotti, ritenuto capace di mediare tra i due schieramenti e tra le due anime del Paese; il tentativo fallì nelle votazioni del 28-29 aprile 2006.
Il 19 maggio 2006, Andreotti accordò la fiducia al governo Prodi II, assieme agli altri sei senatori a vita, suscitando vive polemiche nella Casa delle Libertà, che aveva sostenuto la sua candidatura alla Presidenza del Senato. Successivamente, si consultò spesso con il nuovo Presidente del Consiglio riguardo alla politica estera, che continuava a seguire in qualità di membro della Commissione Affari esteri del Senato.

#### Ultimi anni e morte
Il 21 febbraio 2007 suscitò controversie e scalpore la sua astensione al Senato della Repubblica concernente la risoluzione della maggioranza di centro-sinistra, relativa alle linee guida di politica estera illustrate dal Ministro degli esteri Massimo D'Alema al Senato della Repubblica, che non ottenne il quorum di maggioranza, determinando così una crisi di Governo che portò il presidente del Consiglio Romano Prodi a rassegnare, in serata, le dimissioni dal suo incarico (poi respinte) al presidente della Repubblica Giorgio Napolitano. Il senatore a vita aveva annunciato il giorno prima il suo voto favorevole. L'indomani dichiarò ai mass media che il suo cambio di scelta fu dovuto al discorso di D'Alema, teso a marcare fortemente la discontinuità della politica estera del centrosinistra rispetto all'esecutivo dell'ex presidente del Consiglio Silvio Berlusconi; dichiarò inoltre il suo totale disaccordo su una politica tesa da un lato ad osannare il leader di Forza Italia e da un altro lato a demonizzarlo.
Alcuni tra commentatori e giornalisti insinuarono che l'astensione di Andreotti fosse cagionata dalla tensione politica tra il Vaticano ed il Governo Prodi II, sorta circa il disegno di legge sui DICO. Andreotti partecipò in seguito, nel maggio 2007, a una manifestazione "in difesa della famiglia" (Family Day). Il 29 aprile 2008, a seguito della rinuncia dei Senatori a Vita Rita Levi-Montalcini e Oscar Luigi Scalfaro, aventi rispettivamente 99 e 90 anni, Andreotti svolse le funzioni di presidente provvisorio del Senato della Repubblica in quanto Senatore a vita più anziano; Andreotti diresse quindi le votazioni che portarono all'elezione del senatore di Forza Italia Renato Schifani alla seconda carica dello Stato.
Il suo notevole archivio cartaceo (3500 faldoni, dal 1944 in poi), che negli ultimi anni della sua carriera parlamentare era in parte custodito nel suo ufficio di piazza in Lucina, è stato acquisito dalla Fondazione Don Luigi Sturzo: Andreotti ha comunque continuato a usarlo e integrarlo anche dopo la cessione. Dal 30 dicembre 2012, giorno della scomparsa della senatrice a vita e scienziata Rita Levi-Montalcini, è stato il più anziano senatore in carica, avendo compiuto il novantaquattresimo compleanno il 14 gennaio 2013.
Giulio Andreotti è deceduto il 6 maggio 2013 nella sua casa di Roma all'età di 94 anni. Le esequie furono officiate in forma privata presso la basilica di San Giovanni Battista dei Fiorentini, alla presenza del presidente del Senato della Repubblica Pietro Grasso, del sindaco di Roma Gianni Alemanno e di numerosi esponenti politici perlopiù ex-democristiani (Mario Monti, Gianni Letta, Andrea Riccardi, Roberto Formigoni, Pier Ferdinando Casini, Nicola Mancino, Emilio Colombo, Paolo Cirino Pomicino, Ciriaco De Mita, Arnaldo Forlani, Rosa Russo Iervolino, Gianni de Michelis e Franco Marini). Giulio Andreotti ha ricevuto sepoltura nel riquadro 149 del cimitero monumentale del Verano a Roma.

## Controversie e vicende giudiziarie

### Vicende giudiziarie

#### Rapporti con Cosa nostra
Andreotti è stato sottoposto a giudizio a Palermo per associazione per delinquere (fino al 28 settembre 1982) e associazione mafiosa (dal 29 settembre 1982 in avanti). Mentre la sentenza di primo grado, emessa il 23 ottobre 1999, lo aveva assolto perché il fatto non sussiste (in base all'articolo 530 comma 2 c.p.p.), la sentenza di appello, emessa il 2 maggio 2003, distinguendo il giudizio tra i fatti fino al 1980 e quelli successivi, stabilì che Andreotti aveva «commesso» il «reato di partecipazione all'associazione per delinquere» (Cosa nostra), «concretamente ravvisabile fino alla primavera 1980», reato però «estinto per prescrizione». Per i fatti successivi alla primavera del 1980 Andreotti è stato invece assolto.
La sentenza della Corte d'appello di Palermo del 2 maggio 2003, in estrema sintesi, parla di una «autentica, stabile ed amichevole disponibilità dell'imputato verso i mafiosi fino alla primavera del 1980». Interrogato dalla procura di Palermo il 19 maggio 1993, il sovraintendente capo della polizia Francesco Stramandino, dichiarò di avere assistito il 19 agosto 1985, in qualità di responsabile della sicurezza dell'allora Ministro degli Esteri Andreotti, a un incontro tra lo stesso politico e quello che solo successivamente fu identificato come boss Andrea Manciaracina, all'epoca sorvegliato speciale e uomo di fiducia di Salvatore Riina. Lo stesso Andreotti ammise in aula l'incontro con Manciaracina, spiegando che il colloquio ebbe a che fare con problemi relativi alla legislazione sulla pesca.
La sentenza di appello definì «inverosimile» la «ricostruzione dell'episodio offerta dall'imputato». Pur confermando che Andreotti incontrò uomini appartenenti a Cosa nostra anche dopo la primavera del 1980, il tribunale stabilì che mancava «qualsiasi elemento che consentisse di ricostruire il contenuto del colloquio». La versione fornita da Giulio Andreotti, secondo il tribunale, potrebbe essere dovuta «al suo intento di non offuscare la propria immagine pubblica ammettendo di avere incontrato un soggetto strettamente collegato alla criminalità organizzata e di avere conferito con lui in modo assolutamente riservato».
Sia l'accusa sia la difesa presentarono ricorso in Cassazione, l'una contro la parte assolutiva, e l'altra per cercare di ottenere l'assoluzione anche sui fatti fino al 1980, anziché il proscioglimento per prescrizione. Tuttavia la Corte di cassazione il 15 ottobre 2004 rigettò entrambe le richieste confermando la prescrizione per qualsiasi ipotesi di reato fino alla primavera del 1980 e l'assoluzione per il resto. Nella motivazione della sentenza di appello si legge (a pagina 211):
Se la sentenza definitiva fosse arrivata entro il 20 dicembre 2002 (termine per la prescrizione), avrebbe potuto dare luogo ad uno dei seguenti due esiti alternativi:
- Andreotti avrebbe potuto essere condannato in base all'articolo 416 c.p., cioè all'associazione "semplice", poiché quella aggravata di tipo mafioso (416-bis c.p.) fu introdotta nel codice penale soltanto nel 1982, grazie ai relatori Virginio Rognoni (DC) e Pio La Torre (PCI), oppure
- l'imputato avrebbe potuto essere assolto con formula piena con la conferma della sentenza di primo grado.
Nel dettaglio, il giudice di legittimità scrive:
La stessa sentenza della Corte di Cassazione ha affermato che Andreotti ha incontrato almeno due volte l'allora capo dei capi di Cosa Nostra Stefano Bontate.

#### Le rivelazioni dei pentiti
Leonardo Messina ha affermato di avere sentito dire che Andreotti era punciutu, ossia un uomo d'onore con giuramento rituale. Baldassare Di Maggio raccontò di un bacio tra Andreotti e Totò Riina. Successivamente questo non venne provato e si ritiene che abbia attirato tutta l'attenzione del processo su questo ipotetico fatto suggestivo, allontanandola dalle testimonianze di circa 40 pentiti.
Giovanni Brusca ha affermato: «Per quel che riguarda gli omicidi Dalla Chiesa e Chinnici, io credo che non sarebbe stato possibile eseguirli senza scatenare una reazione dello Stato se non ci fosse stato il benestare di Andreotti. Durante la guerra di mafia c'erano morti tutti i giorni. Nino Salvo mi incaricò di dire a Totò Riina che Andreotti ci invitava a stare calmi, a non fare troppi morti, altrimenti sarebbe stato costretto ad intervenire con leggi speciali» e «Chiarisco che in Cosa Nostra c'era la consapevolezza di potere contare su un personaggio come Andreotti».

#### Omicidio Piersanti Mattarella
Nel 2004 la Cassazione conferma le accuse nei confronti di Andreotti. La sentenza, pur assolvendolo per alcuni reati e dichiarando l'avvenuta prescrizione per altri, afferma che Andreotti era a conoscenza delle intenzioni della mafia di uccidere il Presidente della Regione Piersanti Mattarella, tanto che aveva incontrato il capo di Cosa Nostra Stefano Bontate prima che l'omicidio avvenisse, per esprimere la sua contrarietà. Quando Mattarella venne assassinato, Andreotti si recò nuovamente in Sicilia incontrandolo una seconda volta per chiarire la vicenda, tuttavia non mise mai al corrente Mattarella o gli inquirenti delle intenzioni di Cosa nostra. La Cassazione ha affermato:

#### Omicidio Pecorelli

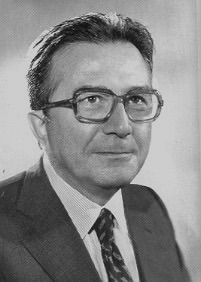
Giulio Andreotti nel 1987.

Andreotti è stato anche processato per il coinvolgimento nell'omicidio di Mino Pecorelli, avvenuto il 20 marzo 1979. Secondo i magistrati investigatori, Andreotti commissionò l'uccisione del giornalista, direttore della testata Osservatore Politico (OP). Pecorelli – che aveva già pubblicato notizie ostili ad Andreotti, come quella sul mancato incenerimento dei fascicoli SIFAR sotto la sua gestione alla Difesa – aveva predisposto una campagna di stampa su finanziamenti illegali della Democrazia Cristiana e su presunti segreti riguardo al rapimento e all'uccisione dell'ex Presidente del Consiglio Aldo Moro, avvenuti nel 1978 ad opera delle Brigate Rosse.
In particolare, il giornalista aveva denunciato connessioni politiche dello scandalo petroli, con una copertina intitolata Gli assegni del Presidente con l'immagine di Andreotti, ma accettò di fermare la pubblicazione del giornale già nella rotativa. Il pentito Tommaso Buscetta testimoniò che Gaetano Badalamenti gli raccontò che «l'omicidio fu commissionato dai cugini Salvo per conto di Giulio Andreotti», il quale avrebbe avuto paura che Pecorelli pubblicasse informazioni che avrebbero potuto distruggere la sua carriera politica.
In primo grado nel 1999 la Corte d'assise di Perugia prosciolse Andreotti, il suo braccio destro Claudio Vitalone (ex Ministro del Commercio con l'estero), Gaetano Badalamenti, Giuseppe Calò, il presunto killer Massimo Carminati (uno dei fondatori dei Nuclei Armati Rivoluzionari) e Michelangelo La Barbera per non avere commesso il fatto (in base all'articolo 530 c.p.p.). Successivamente, il 17 novembre 2002 la Corte d'assise d'appello ribaltò la sentenza di primo grado per Badalamenti e Andreotti, condannandoli a 24 anni di carcere come mandanti dell'omicidio Pecorelli. Il 30 ottobre 2003 la sentenza di appello fu annullata senza rinvio dalla Cassazione, annullamento che rese definitiva la sentenza di assoluzione di primo grado.
Per la Cassazione la sentenza di appello si basava su «un proprio teorema accusatorio formulato in via autonoma e alternativa in violazione sia delle corrette regole di valutazione della prova che del basilare principio di terzietà della giurisdizione», sostenendo che il processo di secondo grado avrebbe dovuto confermare il giudizio di assoluzione, basato su una «corretta applicazione della garanzia». I supremi giudici aggiunsero che le rivelazioni di Buscetta non si basavano su elementi concreti «circa l'identificazione dei tempi, delle forme, delle modalità e dei soggetti passivi (intermediari, submandanti o esecutori materiali) del conferimento da parte di Andreotti del mandato di uccidere», oltre al fatto che mancava il movente e che la sentenza di condanna non aveva spiegato né come né perché l'imputato avrebbe ordinato l'omicidio del giornalista.

#### Caso Almerighi
È stato condannato in via definitiva il 4 maggio 2010 per avere diffamato il giudice Mario Almerighi definendolo «falso testimone, autore di infamie e pazzo».

### Coinvolgimenti in altre vicende

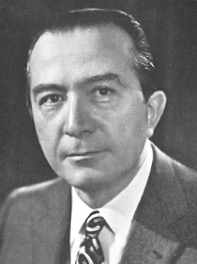
Giulio Andreotti nel 1972

La figura di Andreotti è oggetto di interpretazioni e polemiche di varia natura. Le numerose contestazioni che gli sono state volte hanno riguardato praticamente tutti i campi della sua attività e sono venute anche da politici e giornalisti illustri (come Indro Montanelli). In parte ciò è ascrivibile all'assolutamente inedito curriculum ministeriale accumulato, che fece sì che anche senza più rivestire cariche formali egli fosse referente di alti funzionari e burocrati ministeriali e dei servizi di sicurezza, con un coinvolgimento personale in vicende che non lo riguardavano più sotto il profilo istituzionale.
Accuse e sospetti gli sono stati rivolti a proposito delle sue relazioni con la loggia P2, Cosa Nostra, la Chiesa cattolica e con alcuni individui legati ai più oscuri misteri della storia repubblicana. Tali voci - e specialmente il reato relativo al rapporto con Cosa Nostra - hanno certamente danneggiato la sua immagine pubblica: come si è visto nel 1992, scaduto il mandato del dimissionario Francesco Cossiga come Presidente della repubblica, la candidatura di Andreotti sembrava destinata ad avere la meglio finché, durante i giorni delle votazioni di maggio, la strage di Capaci orientò la scelta dei parlamentari verso Oscar Luigi Scalfaro.

#### Andreotti e Dalla Chiesa
Nel 1978, dopo il rapimento e l'uccisione di Aldo Moro, in seguito al ritrovamento di un borsello sopra un pullman, i carabinieri del generale Carlo Alberto dalla Chiesa riuscirono a individuare un covo delle Brigate Rosse appartenente alla colonna Walter Alasia, situato a Milano, in Via Monte Nevoso. Ne scaturirono 9 arresti e una serie di perquisizioni, nella quale furono rinvenuti alcuni documenti riguardanti il rapimento di Moro e parte di un memoriale dello stesso. Il Memoriale Moro sarebbe stato consegnato da Dalla Chiesa ad Andreotti a causa delle informazioni contenute al suo interno. Inoltre nel 1979, pochi giorni prima di essere ucciso, Mino Pecorelli incontrò Dalla Chiesa per ricevere informazioni sul Memoriale, consegnandogli documenti riguardanti Andreotti.
Nel 1982 Andreotti spinse molto sulla disponibilità di Dalla Chiesa ad accettare l'incarico propostogli di Prefetto di Palermo. In un diario, un appunto del generale Carlo Alberto dalla Chiesa datato 2 aprile 1982 al presidente del Consiglio Giovanni Spadolini scriveva che la corrente democristiana siciliana facente capo ad Andreotti sarebbe stata la "famiglia politica" più inquinata da contaminazioni mafiose.
Sempre Dalla Chiesa, nel suo taccuino personale scrive: «Ieri anche l'on. Andreotti mi ha chiesto di andare [da lui, ndr] e, naturalmente, date le sue presenze elettorali in Sicilia, si è manifestato per via indiretta interessato al problema; sono stato molto chiaro e gli ho dato però la certezza che non avrò riguardi per quella parte di elettorato alla quale attingono i suoi grandi elettori.[...] Sono convinto che la mancata conoscenza del fenomeno [...] lo ha condotto e lo conduce a errori di valutazione e circostanze.»
Il collaboratore di giustizia Tommaso Buscetta nel 1992 decise di rompere il silenzio dopo otto anni e raccontò anche che nel 1979 i boss Stefano Bontate e Gaetano Badalamenti gli avevano riferito che Andreotti avrebbe chiesto a Cosa Nostra di uccidere il generale Dalla Chiesa «perché conosceva segreti connessi al caso Moro e suscettibile di infastidire seriamente Andreotti. Forse gli stessi segreti che erano noti a Mino Pecorelli, il giornalista assassinato quello stesso anno. [...] Secondo quanto ho dedotto dalle mie conversazioni con Bontate, l'omicidio Pecorelli era stato un delitto "fatto" da Cosa Nostra, e più precisamente da lui stesso e da Badalamenti, su richiesta dei cugini Salvo, "richiesti" a loro volta dall'onorevole Andreotti. Due anni dopo, nel 1982, Badalamenti mi ripeté in termini assolutamente identici la versione di Bontate. Pecorelli era stato assassinato perché stava appurando "cose politiche" segretissime collegate al caso Moro. Giulio Andreotti era estremamente preoccupato che potessero trapelare questi segreti di cui era a conoscenza anche il generale Dalla Chiesa.» «Lo hanno mandato a Palermo per sbarazzarsi di lui», commentò Badalamenti, «non aveva fatto ancora niente in Sicilia che potesse giustificare questo grande odio nei suoi confronti». In effetti, Dalla Chiesa non aveva avuto tempo di colpire seriamente Cosa Nostra.

#### Rapporti con Michele Sindona
Secondo la Corte di Perugia e il Tribunale di Palermo «Andreotti aveva rapporti di antica data con molte delle persone che a vario titolo si erano interessate della vicenda del banchiere della Banca Privata Italiana ed esponente della loggia massonica P2 Michele Sindona, oltre che con lo stesso Sindona.»

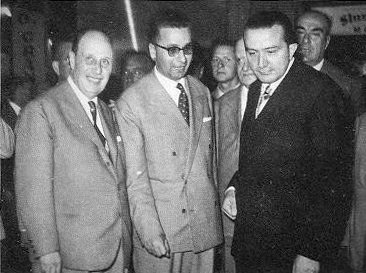
Andreotti con Licio Gelli (al centro) all'inaugurazione dello stabilimento Permaflex di Frosinone.

Tali rapporti si intensificarono nel 1976, al momento del crac finanziario delle banche di Sindona: Licio Gelli, capo della loggia P2, propose un piano per salvare la Banca Privata Italiana all'allora Ministro della difesa Andreotti. Quest'ultimo incaricò informalmente il senatore Gaetano Stammati (affiliato alla loggia P2) e Franco Evangelisti di studiare il progetto di salvataggio della Banca Privata Italiana, il quale venne però rifiutato da Mario Sarcinelli, vice direttore generale della Banca d'Italia. In seguito, Andreotti si giustificò sostenendo che il suo interessamento per il salvataggio della Banca Privata Italiana era solo di natura istituzionale. Tuttavia, anche durante la lunga latitanza di Sindona all'hotel Pierre di New York, Andreotti continuò a mantenere contatti con l'avvocato del banchiere, Rodolfo Guzzi, mostrandosi più che disponibile a tutte le iniziative volte a favorire lo stesso Sindona, sia per il salvataggio finanziario, sia per evitargli l'estradizione.
Solo dopo il falso rapimento di Sindona, la sua estradizione e il conseguente arresto per bancarotta fraudolenta e per l'omicidio del liquidatore della Banca Privata Italiana Giorgio Ambrosoli, Andreotti se ne distanziò pubblicamente.
Su Ambrosoli, Andreotti ha in seguito dichiarato: «è una persona che in termini romaneschi se l'andava cercando»., per poi precisare: « [...] intendevo fare riferimento ai gravi rischi ai quali il dottor Ambrosoli si era consapevolmente esposto con il difficile incarico assunto».
Nel 1984 la Camera e il Senato votarono respingendole delle mozioni presentate dalle opposizioni che avrebbero impegnato il governo ad assumere decisioni sulle responsabilità di Andreotti relative al caso Sindona.
Sindona morì avvelenato da un caffè al cianuro il 22 marzo 1986 nel carcere di Voghera, due giorni dopo essere stato condannato all'ergastolo per l'omicidio di Ambrosoli. La sua morte fu giudicata essere un suicidio, poiché le prove e le testimonianze riguardo al veleno utilizzato e al comportamento di Sindona stesso fecero supporre un tentativo di auto-avvelenamento: tale atto sarebbe stato compiuto nella speranza di una re-estradizione negli Stati Uniti, paese con il quale l'Italia aveva un accordo sulla custodia del banchiere legato alla sicurezza e incolumità di quest'ultimo. Sindona, quindi, avrebbe messo in scena un avvelenamento e sarebbe morto a causa di un errore di dosaggio.
Il giornalista e docente universitario Sergio Turone ipotizza che sia stato Andreotti a fare pervenire una bustina di zucchero contenente il cianuro fatale a Sindona, facendo credere a quest'ultimo che il caffè avvelenato gli avrebbe causato solo un malore. Secondo Turone, il movente del presunto omicidio sarebbe stato il timore che Sindona rivelasse durante il processo di appello segreti riguardanti i rapporti tra politici italiani, Cosa Nostra, e la P2: « [...] fino alla sentenza del 18 marzo 1986 Sindona [aveva] sperato che il suo potente protettore [Andreotti] trovasse la via per salvarlo dall'ergastolo. Nel processo di appello, non avendo più nulla da perdere, avrebbe detto cose che fin ora aveva taciuto»..
Va tuttavia sottolineato che tale ipotesi non è stata suffragata da alcuna prova concreta che implichi in alcun modo Andreotti nella morte di Sindona.
Ancora nel 2010 Giulio Andreotti dava un giudizio positivo su Sindona: «Io cercavo di vedere con obiettività. Non sono mai stato sindoniano, non ho mai creduto che fosse il diavolo in persona». Il fatto «che si occupasse sul piano internazionale dimostrava una competenza economico finanziaria che gli dava in mano una carta che altri non avevano. Se non c'erano motivi di ostilità, non si poteva che parlarne bene».
Inoltre nel 1988 Clara Canetti, la vedova del banchiere Roberto Calvi (trovato impiccato sotto il Blackfriars Bridge di Londra nel 1982), affermò che il marito le avrebbe confidato poco tempo prima di morire che il vero capo della loggia P2 era Andreotti, da cui Licio Gelli prendeva ordini: di tale affermazione però non sono mai stati raccolti riscontri attendibili e Andreotti negò le accuse della vedova, rispondendo ironicamente: «Se fossi un massone, non mi accontenterei di essere a capo di una loggia soltanto». A questo proposito, in un'intervista concessa il 15 febbraio 2011 al settimanale Oggi, Licio Gelli dichiarò: «Giulio Andreotti sarebbe stato il vero "padrone" della Loggia P2? Per carità.. io avevo la P2, Cossiga la Gladio e Andreotti l'Anello»: l'Anello (o più propriamente chiamato «Noto servizio») sarebbe stato un servizio segreto parallelo e clandestino usato come anello di congiunzione tra i servizi segreti (usati in funzione anticomunista) e la società civile. Il settimanale Oggi chiese subito un commento ad Andreotti, il quale fece sapere di non volere rispondere alle dichiarazioni di Gelli».

#### Andreotti e il Golpe Borghese

Andreotti in una posa informale su un tetto del centro di Roma

A seguito delle rivelazioni sull'indagine legata al tentativo di Golpe da parte di Junio Valerio Borghese, il 15 settembre 1974 Giulio Andreotti, all'epoca Ministro della Difesa, consegnò alla magistratura romana un dossier del SID diviso in tre parti che descriveva il piano e gli obiettivi del golpe, portando alla luce nuove informazioni. Il dossier fu redatto dal numero due del SID, il generale Gianadelio Maletti, che avviò un'inchiesta sulle cospirazioni mantenendolo nascosto anche a Vito Miceli, direttore del servizio. Scoperto il progetto, Maletti fu costretto a scavalcare Miceli e a parlare direttamente con Andreotti.
Andreotti per questo destituì Miceli e altri 20 generali e ammiragli. Ma nel 1991 si scoprì che le registrazioni consegnate nel 1974 da Andreotti alla magistratura non erano in versione integrale. Vi erano infatti i nomi di numerosi personaggi di spicco in ambito politico e militare, per cui Andreotti stesso ha recentemente dichiarato che ritenne di dovere tagliare quelle parti per non renderle pubbliche, in quanto tali informazioni erano «inessenziali» per il processo in corso e, anzi, avrebbero potuto risultare «inutilmente nocive» per i personaggi ivi citati. Nelle parti cancellate vi era il nome di Giovanni Torrisi, successivamente Capo di Stato Maggiore della Difesa tra il 1980 e il 1981; ma anche riferimenti a Licio Gelli e alla loggia massonica P2, che si doveva occupare del rapimento del Presidente della Repubblica Giuseppe Saragat; infine si facevano rivelazioni circa un "patto" stretto da Borghese con alcuni esponenti della mafia siciliana, secondo cui alcuni sicari della mafia avrebbero ucciso il capo della polizia, Angelo Vicari. L'esistenza di tale patto sarebbe poi stata confermata da vari pentiti di mafia, tra cui Tommaso Buscetta.
Grazie al Freedom of Information Act nel 2004 si è inoltre scoperto che il piano di Borghese era noto al governo degli Stati Uniti e che esso aveva l'«avallo» a condizione che fosse assicurato il coinvolgimento di un personaggio politico italiano «di garanzia». Il nome indicato sarebbe stato quello di Andreotti, che sarebbe dovuto diventare una sorta di presidente in pectore del governo post-golpe. Tuttavia non è accertato che Andreotti fosse al corrente dell'indicazione statunitense. Lo storico Fulvio Mazza ha recentemente raccolto diverse attendibili fonti documentarie e testimoniali che portano a ritenere che Andreotti fu consapevole della designazione USA e che fu parte attiva – tramite il suo segretario Gilberto Bernabei – del contrordine che secondo tali fonti Borghese fu indotto a emettere. Il dottor Adriano Monti, complice di Junio Valerio Borghese nel tentato golpe, afferma che il suo nome, come «garante politico» del colpo di Stato, sarebbe stato fatto da Otto Skorzeny, promotore dell'"organizzazione Geleme", una branca dei servizi segreti tedeschi durante la guerra, poi inserita tra le organizzazioni di intelligence fiancheggiatrici della CIA.

## Incarichi parlamentari

### Camera dei deputati
- Membro 3ª Commissione permanente: affari esteri, emigrazione
- Commissione speciale per l'esame di disegni di legge di conversione di decreti-legge
- Commissione parlamentare di inchiesta concernente il "dossier Mitrokhin" e l'attività di intelligence italiana
- Commissione speciale per la tutela e la promozione dei diritti umani
- Delegazione italiana all'Assemblea parlamentare della organizzazione per la sicurezza e la cooperazione in Europa (OSCE)

### Senato della Repubblica
- Membro 1ª Commissione (Affari Interni)
- Commissione speciale per l'esame della proposta di legge De Francesco N.1459: "Norme generali sull'azione amministrativa"
- Commissione speciale per l'esame del disegno di legge N.1264: "Norme in materia di locazioni e sublocazioni di immobili urbani" e delle proposte di legge in materia di locazioni e sfratti
- Membro 5ª Commissione (Bilancio e Partecipazioni Statali)
- Membro 4ª Commissione (Difesa)
- Componente della Giunta per il Regolamento
- Componente della 3ª Commissione (Esteri)
- Presidente della 3ª Commissione (Esteri)
- Componente della Rappresentanza italiana al Parlamento Europeo

## Sinossi degli incarichi di Governo
| Ministro                                                            | Mandato                             | Governo                 |
| ------------------------------------------------------------------- | ----------------------------------- | ----------------------- |
| Segretario del Consiglio dei ministri                               | 31 maggio 1947 - 23 maggio 1948     | Governo De Gasperi IV   |
| Segretario del Consiglio dei ministri                               | 23 maggio 1948 - 12 gennaio 1950    | Governo De Gasperi V    |
| Segretario del Consiglio dei ministri                               | 27 gennaio 1950 - 16 luglio 1951    | Governo De Gasperi VI   |
| Segretario del Consiglio dei ministri                               | 26 luglio 1951 - 29 giugno 1953     | Governo De Gasperi VII  |
| Segretario del Consiglio dei ministri                               | 16 luglio 1953 - 2 agosto 1953      | Governo De Gasperi VIII |
| Segretario del Consiglio dei ministri                               | 17 agosto 1953 - 5 gennaio 1954     | Governo Pella           |
| Ministro dell'Interno                                               | 18 gennaio 1954 - 30 gennaio 1954   | Governo Fanfani I       |
| Ministro delle Finanze                                              | 6 luglio 1955 - 6 maggio 1957       | Governo Segni I         |
| Ministro delle Finanze                                              | 19 maggio 1957 - 19 giugno 1958     | Governo Zoli            |
| Ministro del Tesoro                                                 | 1º luglio 1958 - 15 febbraio 1959   | Governo Fanfani II      |
| Ministro della Difesa                                               | 15 febbraio 1959 - 23 marzo 1960    | Governo Segni II        |
| Ministro della Difesa                                               | 25 marzo 1960 - 26 luglio 1960      | Governo Tambroni        |
| Ministro della Difesa                                               | 26 luglio 1960 - 21 febbraio 1962   | Governo Fanfani III     |
| Ministro della Difesa                                               | 21 febbraio 1962 - 21 giugno 1963   | Governo Fanfani IV      |
| Ministro della Difesa                                               | 21 giugno 1963 - 4 dicembre 1963    | Governo Leone I         |
| Ministro della Difesa                                               | 4 dicembre 1963 - 22 luglio 1964    | Governo Moro I          |
| Ministro della Difesa                                               | 22 luglio 1964 - 23 febbraio 1966   | Governo Moro II         |
| Ministro dell'Industria, Commercio e Artigianato                    | 23 febbraio 1966 - 24 giugno 1968   | Governo Moro III        |
| Ministro dell'Industria, Commercio e Artigianato                    | 24 giugno 1968 - 12 dicembre 1968   | Governo Leone II        |
| Presidente del Consiglio                                            | 17 febbraio 1972 - 26 giugno 1972   | Governo Andreotti I     |
| Presidente del Consiglio                                            | 26 giugno 1972 - 7 luglio 1973      | Governo Andreotti II    |
| Ministro della Difesa                                               | 14 marzo 1974 - 23 novembre 1974    | Governo Rumor V         |
| Ministro del Bilancio e Programmazione Economica                    | 23 novembre 1974 - 12 febbraio 1976 | Governo Moro IV         |
| Ministro del Bilancio e Programmazione Economica                    | 12 febbraio 1976 - 29 luglio 1976   | Governo Moro V          |
| Presidente del Consiglio                                            | 29 luglio 1976 - 11 marzo 1978      | Governo Andreotti III   |
| Presidente del Consiglio                                            | 11 marzo 1978 - 20 marzo 1979       | Governo Andreotti IV    |
| Presidente del Consiglio                                            | 20 marzo 1979 - 4 agosto 1979       | Governo Andreotti V     |
| Ministro degli Affari Esteri                                        | 4 agosto 1983 - 1º agosto 1986      | Governo Craxi I         |
| Ministro degli Affari Esteri                                        | 1º agosto 1986 - 17 aprile 1987     | Governo Craxi II        |
| Ministro degli Affari Esteri e Ministro delle Politiche Comunitarie | 17 aprile 1987 - 28 luglio 1987     | Governo Fanfani VI      |
| Ministro degli Affari Esteri                                        | 28 luglio 1987 - 13 aprile 1988     | Governo Goria           |
| Ministro degli Affari Esteri                                        | 13 aprile 1988 - 22 luglio 1989     | Governo De Mita         |
| Presidente del Consiglio                                            | 22 luglio 1989 - 12 aprile 1991     | Governo Andreotti VI    |
| Presidente del Consiglio                                            | 12 aprile 1991 - 28 giugno 1992     | Governo Andreotti VII   |

## La figura di Andreotti

### Immagine privata
Enzo Biagi ha scritto di lui:
Intervistato da Enzo Biagi, Andreotti ha detto della propria consorte: «ha un lieve brontolio ma, insomma, adesso ci siamo abituati, da una parte e dall'altra. [...] a mia moglie sono debitore dell'educazione dei figli che per il novantanove per cento è merito suo». È diventato nonno di diversi nipoti, tra cui un "Giulio" e una "Giulia".
Sempre Biagi ha scritto di lui: «cattolico praticante, quasi ogni giorno, essendo assai mattiniero, va ad ascoltare la prima Messa». Indro Montanelli ha commentato che «in chiesa, De Gasperi parlava con Dio; Andreotti con il prete» (Montanelli riferisce anche che, lette queste parole, Andreotti ribatté: «sì, ma a me il prete rispondeva»). Affermò di sentirsi in chiesa «molto vicino al pubblicano della parabola», convinto che nell'aldilà non sarebbe stato chiamato «a rispondere né di Pecorelli, né della mafia. Di altre cose sì». In proposito divenne celebre la sua battuta: «A parte le guerre puniche, mi viene attribuito veramente tutto». Ebbe come confessore, per circa vent'anni, monsignor Mario Canciani, suo parroco presso la basilica di San Giovanni Battista dei Fiorentini.
Sul proprio carattere Andreotti ha rivelato: «Non ho un temperamento avventuroso e giudico pericolose le improvvisazioni emotive. [...] Lavorare molto mi è sempre piaciuto. È una... utile deformazione». Montanelli ha inoltre detto di lui: «Mi faccio una colpa di provare simpatia per Andreotti. È il più spiritoso di tutti. Mi diverte il suo cinismo, che è un cinismo vero, una particolare filosofia con la quale è nato»; «è distaccato, freddo, guardingo, ha sangue di ghiaccio. [...] È autenticamente colto, cioè di quelli che non credono che la cultura sia cominciata con la sociologia e finisca lì». Roberto Gervaso lo ha definito «più realista di Bismarck, più tempista di Talleyrand [...] La sua smagliante conversazione sarebbe piaciuta a Voltaire, i suoi libri non sarebbero dispiaciuti a Sainte-Beuve».

### Soprannomi
Ad Andreotti è stata attribuita una nutrita gamma di soprannomi:
- Per via della personalità carismatica e pragmatica è stato soprannominato "Divo Giulio" dal giornalista Mino Pecorelli, prendendo spunto da Giulio Cesare, evidenziandone la "sacralità" nella politica italiana[111].
- È stato chiamato anche "Zio Giulio", sia per l'epiteto con il quale sarebbe stato conosciuto dai clan mafiosi secondo l'accusa rivoltagli al processo palermitano (Zù Giulio, secondo i pentiti), sia per il tono paterno con cui tante volte - durante la Seconda Repubblica - si è espresso nei suoi discorsi, atteggiandoli a uno stile super partes proprio di uno degli ultimi Costituenti ancora in vita.[112]
- È stato soprannominato Belzebù da Bettino Craxi quando, su un articolo di fondo uscito sull'Avanti! il 31 maggio 1981, lo volle distinguere da Belfagor, soprannome dato a Licio Gelli[113].
- Da ricordare anche altri soprannomi citati nel film Il divo: "Moloch", "la Sfinge", "il Gobbo" e "il Papa Nero".
- "La Volpe" o talvolta "vecchia volpe" è un altro soprannome con cui ci si è riferiti ad Andreotti.[36]
- Un ultimo appellativo usato più di frequente è anche "Indecifrabile"[114].

### Satira
Bersaglio molto frequente di strali satirici e di prese in giro sul suo difetto fisico (aveva una pronunciata quanto manifesta cifosi), ha sempre risposto con una proverbiale ironia di scuola epigrammatica romana che nel tempo lo ha reso fonte di una nutrita schiera di commenti e battute ancora oggi di uso comune (tra le più famose "Il potere logora chi non ce l'ha", citando Talleyrand). Fra i suoi imitatori più celebri vi erano Alighiero Noschese, Ugo Tognazzi, Enrico Montesano, Pino Caruso e Oreste Lionello.

### Andreotti nel cinema, canzone e cultura di massa
- Secondo quanto affermato dalla figlia di Totò, Liliana de Curtis, la celebre scena del vagone letto nel film del 1952 Totò a colori, in cui l'attore napoletano duetta con l'onorevole Trombetta, interpretato da Mario Castellani, fu ispirata da un incontro tra Totò e Giulio Andreotti, realmente avvenuto su un treno in un vagone letto.[116]
- Totò nel film Gli onorevoli del 1963 fa dire alla moglie che voterà per "Giulio" perché "non c'è rosa senza spine, non c'è governo senza Andreotti".
- A lui si ispira la figura del potente politico italiano Licio Lucchesi nel film del 1990 Il padrino - Parte III di Francis Ford Coppola, al quale, tra l'altro, viene pronunciata all'orecchio la celebre frase "Il potere logora chi non ce l'ha".
- Nel 1983 è apparso nel ruolo di se stesso nel film Il tassinaro, con Alberto Sordi, dove con la solita acida ironia suggerisce le Università a numero chiuso, in modo da risolvere il problema dei laureati disoccupati.
- Nel Commissario Lo Gatto (1986), con Lino Banfi, alla fine del film un attore imita Andreotti (di spalle) che ringrazia il commissario per il servigio reso alla DC grazie al polverone creato dalla sua inchiesta che aveva svelato il legame di una soubrette con Bettino Craxi, allora presidente del Consiglio.
- È probabilmente ispirato alla figura di Andreotti il brano L'uomo falco del 1978, nell'album Sotto il segno dei pesci di Antonello Venditti.[117]
- In una storia di Topolino del 1988, Paperino portaborse, il personaggio dell'onorevole Papeotti è la sua chiara parodia.
- Nell'album del 1992 Nomi e cognomi di Francesco Baccini, gli è dedicata la canzone dal titolo Giulio Andreotti.
- Sempre nel 1992, Pierangelo Bertoli include la canzone intitolata Giulio, nel suo album Italia d'oro, le cui invettive rivolte al soggetto della canzone non lasciano spazio a interpretazioni.
- Nel film Giovanni Falcone del 1993 un attore lo imita (sempre di spalle) in tutte le scene in cui appare. In questa pellicola parla con la voce di Sandro Iovino.
- Il senatore a vita è stato protagonista di un celebre cartone animato italiano, Giulio Andreotti (2000), firmato da Mario Verger, trasmesso più volte dalla trasmissione Rai Blob.[118]
- Nel 2000 ha prestato immagine e voce per alcuni spot della Diners, dove reinterpretava alcune sue famose frasi.
- Nella Trilogia di Occidente, serie di romanzi ucronici in cui l'autore Mario Farneti immagina che l'Italia fascista, rimasta neutrale durante la Seconda Guerra Mondiale, sia diventata una superpotenza, Andreotti, già Segretario di Stato Vaticano, viene eletto papa nel 2000 con il nome di Giulio IV, per un papato che durerà sette anni.
- Nel film I banchieri di Dio - Il caso Calvi (2002) di Giuseppe Ferrara, nel quale vengono ricostruite le vicende del banchiere Roberto Calvi. Il film ha avuto problemi durante la lavorazione, in quanto la magistratura ha voluto accertarsi delle ricostruzioni ancora al vaglio.[119]
- Nel 2005 recita in uno spot televisivo per la compagnia telefonica 3 Italia accanto a Claudio Amendola e Valeria Marini.
- Nel 2008 la figura di Andreotti appare nella miniserie televisiva Aldo Moro - Il presidente.
- Alla vita di Andreotti è ispirato il film Il divo di Paolo Sorrentino, il suo ruolo è stato interpretato da Toni Servillo e presentato al Festival di Cannes del 2008 e vincitore del Premio della giuria. Il film narra gli anni dal 1991 al 1993, cioè dalla fiducia all'ultimo governo Andreotti all'inizio del processo per associazione mafiosa. Il film è basato su documenti politici reali e libri che ne fanno riferimento; Andreotti ha definito il film "una mascalzonata", e ha commentato, a seguito della vittoria del film al Festival di Cannes: "Se uno fa politica pare che essere ignorato sia peggio che essere criticato. Dunque..."[120].
- Nella trasmissione di Maurizio Costanzo, il Maurizio Costanzo Show su Canale 5 del 17 gennaio 2009, per festeggiare i 90 anni compiuti da Andreotti il 14 gennaio, Costanzo ricorda una frase detta in confidenza da Andreotti con la sua tipica ironia "A pensare male non si andrà in paradiso ma si dice la verità".
- È stato Presidente del Comitato d'Onore del Premio Marcello Sgarlata[121]
- Nell'album L'inizio (2013) di Fabrizio Moro è presente una canzone su Andreotti intitolata Io so tutto.
- Nel film La mafia uccide solo d'estate di Pif, il protagonista, da bambino, sviluppa una vera e propria ossessione per Andreotti, dopo averlo sentito narrare a Maurizio Costanzo, come ha chiesto alla moglie di sposarlo, ovvero al cimitero. Il bambino ne rimane affascinato, ritaglia ogni sua fotografia dai giornali per farne un album, si farà regalare dal padre un poster che ritrae il Presidente, e a carnevale si travestirà da lui, senza essere riconosciuto dai suoi compagni, che lo scambiano per Dracula o per il Gobbo di Notre-Dame. Invece, uscendo dall'edificio, viene visto da Totò Riina, che si chiede se il bambino fosse il figlio di Andreotti.
- Nel film Il Traditore di Marco Bellocchio (2019), Andreotti, interpretato da Pippo Di Marca, viene incontrato dal pentito Buscetta in una sartoria, mentre è in mutande, e viene salutato amichevolmente dall'ex-mafioso e dal suo amico Salvatore Contorno. Compare maggiormente verso la fine del film, dedicata al processo ad Andreotti per l'omicidio di Mino Pecorelli, in cui Buscetta è stato un testimone chiave. Tuttavia la testimonianza e la credibilità del pentito vengono fortemente messe in dubbio, a causa di alcune contraddizioni, da Franco Coppi, l'avvocato di Andreotti. Si nota come quest'ultimo, durante il processo, abbia continuamente preso appunti di ciò che veniva detto, sia durante l'accusa che la difesa. Alcune critiche sono state sollevate sulla somiglianza tra l'attore e Andreotti. Alcuni hanno infatti commentato che somigliasse più a Cossiga che non ad Andreotti stesso.
- Nel film Non ci resta che il crimine (2019), di Massimiliano Bruno, tre uomini che, per sbarcare il lunario, svolgono un tour alla scoperta dei luoghi simbolo della banda della Magliana, si ritrovano, a causa di un ponte di Einstein-Rosen, nel 1982. In un bar incontrano alcuni dei membri della Banda della Magliana e, riconoscendoli, li chiamano per nome. Al che, il capo della banda, Renatino, spaventato e inquietato da come alcuni sconosciuti li potessero conoscere gli chiede: "Chi vi manda? I servizi segreti? Andreotti?".

## Opere su Andreotti

### Filmografia
- Giulio Andreotti, film di animazione di Mario Verger, 2000
- Il divo, film di Paolo Sorrentino, 2008
- Giulio Andreotti - Il cinema visto da vicino, film documentario di Tatti Sanguineti, 2014
- Giulio Andreotti - La politica del cinema, film documentario di Tatti Sanguineti, 2015

## Opere
- Concerto a sei voci. Storia segreta di una crisi, s.l., Edizioni della bussola, 1946; Milano, Boroli, 2007. ISBN 978-88-7493-103-3.
- L'eucaristia nella vita sociale. Relazione al XIII Congresso eucaristico Nazionale. Assisi, settembre 1951, Roma, Tip. G. Bardi, 1951.
- Discorso al congresso. Napoli, 29 giugno 1954, Roma, Tip. del Senato del dott. Bardi, 1954.
- Pranzo di magro per il Cardinale, Milano, Longanesi, 1954.
- De Gasperi e il suo tempo. Trento, Vienna, Roma, Milano, A. Mondadori, 1956; 1964; 1969; 1974.
- Il senso dello stato, Milano, Rizzoli, 1958.
- Scritti e discorsi.... Da "Concretezza", "Oggi", "Politica", "La discussione", Roma, Tip. A. Garzanti, 1959.
- La patria e le nuove generazioni nel pensiero dell'on. Giulio Andreotti, ministro della difesa, Roma, Tip. OPI, 1963.
- La sciarada di Papa Mastai, Milano, Rizzoli, 1967.
- I minibigami, Milano, Rizzoli, 1971.
- Ore 13: il Ministro deve morire, Milano, Rizzoli, 1974.
- De Gasperi e la ricostruzione, Roma, Cinque lune, 1974.
- La Democrazia cristiana. (1943-1948), Roma, Cinque lune, 1975.
- Intervista su De Gasperi, Roma-Bari, Laterza, 1977.
- A ogni morte di Papa. I papi che ho conosciuto, Milano, Rizzoli, 1980.
- Diari 1976-1979. Gli anni della solidarietà, Milano, Rizzoli, 1981. Vincitore del Premio Il Libro dell'Anno
- Visti da vicino, Milano, Rizzoli, 1982.
- Visti da vicino. Seconda serie, Milano, Rizzoli, 1983. ISBN 88-17-85093-4.
- Visti da vicino. Terza serie, Milano, Rizzoli, 1985. ISBN 88-17-85102-7.
- Unione europea. Un personaggio in cerca d'autore. Firenze, 23 novembre 1985, Firenze, Istituto universitario europeo, 1985.
- De Gasperi. Visto da vicino, Milano, Rizzoli, 1986. ISBN 88-17-36010-4.
- Onorevole, stia zitto, Milano, Rizzoli, 1987. ISBN 88-17-85103-5.
- Roma. Incanto di uomini e di dei, con Sandra Facchini, Gardolo, Reverdito, 1987. ISBN 88-342-0192-2.
- L'URSS vista da vicino, Milano, Rizzoli, 1988. ISBN 88-17-85104-3.
- Gli USA visti da vicino, Milano, Rizzoli, 1989. ISBN 88-17-85087-X.
- Il potere logora... Ma è meglio non perderlo, Milano, Rizzoli, 1990. ISBN 88-17-85101-9.
- Governare con la crisi, Milano, Rizzoli, 1991. ISBN 88-17-84135-8.
- Onorevole, stia zitto. Atto secondo, Milano, Rizzoli, 1992. ISBN 88-17-84206-0.
- Il mistero dell'uomo in grigio, Petriccione, Giunti Lisciani, 1993. ISBN 88-09-50116-0.
- Cosa Loro. Mai visti da vicino, Milano, Rizzoli, 1995. ISBN 88-17-84446-2.
- De (prima) re publica. Ricordi, Milano, Rizzoli, 1996. ISBN 88-17-84486-1.
- Non ho mai ballato con un presidente. Autobiografia non scritta di Giulio Andreotti, Roma-Viterbo, Stampa alternativa-Nuovi equilibri, 1997. ISBN 88-7226-331-X.
- Nove appunti di Natale, Roma, Benincasa, 1997.
- Operazione Via Appia, Milano, Rizzoli, 1998. ISBN 88-17-85987-7.
- A non domanda rispondo. Le mie deposizioni davanti al tribunale di Palermo, Milano, Rizzoli, 1999. ISBN 88-17-86079-4.
- I quattro del Gesù. Storia di un'eresia, Milano, Rizzoli, 1999. ISBN 88-17-86221-5.
- Teneteli su e altri racconti, Roma, Benincasa, 1999.
- Don Giulio Belvederi, Roma, Trenta giorni, 1999.
- Piccola storia di Roma. Da Romolo al giubileo del 2000, Milano, Mondadori, 2000. ISBN 88-04-47796-2. vincitore del Premio Cimitile
- Sotto il segno di Pio IX, Milano, Rizzoli, 2000. ISBN 88-17-86362-9.
- Volti del mio tempo. Personaggi della storia, della politica, della Chiesa, Cinisello Balsamo, San Paolo, 2000. ISBN 88-215-4245-9.
- 1 gennaio 2025, Roma, Benincasa, 2000.
- Un gesuita in Cina, 1552-1610. Matteo Ricci dall'Italia a Pechino, Milano, Rizzoli, 2001. ISBN 88-17-86940-6.
- I nonni della Repubblica, Milano, Rizzoli, 2002. ISBN 88-17-87026-9.
- Uno sconto su Mosè, Roma, Trenta giorni, 2002.
- Continuo ad avere fiducia nella giustizia. La dichiarazione spontanea alla Corte d'appello di Palermo. 28 novembre 2002, Roma, Trenta giorni, 2002.
- I miei alti e bassi, Roma, Benincasa, 2002.
- Altri cento nonni della Repubblica, Milano, Rizzoli, 2003. ISBN 88-17-87177-X.
- La fuga di Pio IX e l'ospitalità dei Borbone, Roma, Benincasa, 2003. ISBN 88-86418-12-4.
- Nonni e nipoti della Repubblica, Milano, Rizzoli, 2004. ISBN 88-17-00143-0. Premio Procida-Isola di Arturo-Elsa Morante per la saggistica.[122]
- 1947. L'anno delle grandi svolte nel diario di un protagonista, Milano, Rizzoli, 2005. ISBN 88-17-00718-8.
- 1948. L'anno dello scampato pericolo, Milano, Rizzoli, 2005. ISBN 88-17-00927-X.
- 1949. L'anno del Patto Atlantico, Milano, Rizzoli, 2006. ISBN 88-17-01153-3.
- De Gasperi, Palermo, Sellerio, 2006. ISBN 88-389-2130-X.
- 1953. Fu legge truffa?, Milano, Rizzoli, 2007. ISBN 88-17-01527-X.
- 2000. Quale terzo millennio?, Milano, Rizzoli, 2007. ISBN 978-88-17-01960-6.
- Don Carlo Gnocchi nel ricordo di Giulio Andreotti, Milano, San Paolo, 2009.
- Giulio. La storia di Andreotti dalla A alla Z, Napoli, Edizioni Cento Autori, 2013. ISBN 978-88-97121-84-8
- Il buono cattivo, Collana Oceani, Milano, La Nave di Teseo, 2017, ISBN 978-88-934-4344-9. [romanzo inedito scritto nel 1973]
- I diari segreti (6 agosto 1979 - 22 luglio 1989), Introduzione di Andrea Riccardi, a cura di Stefano Andreotti e Serena Andreotti, Milano, Solferino, 2020, ISBN 978-88-282-0447-3.
- I diari degli anni di piombo, Introduzione di Bruno Vespa, a cura di Serena e Stefano Andreotti, Milano, Solferino, 2021, ISBN 978-88-282-0732-0.

## Onorificenze

### Onorificenze italiane
- Cittadino Onorario di Cassino (FR)
- Cittadino Onorario di Maddaloni (CE)